# 中山陵
中山陵，是中華民國国父暨中國民主革命先行者孫中山的陵墓，位于中国大陆江苏省南京市玄武区紫金山南麓，东邻灵谷寺、西毗明孝陵。孙中山于1925年3月在北平市逝世後，國民政府和中國國民黨遵照他的遗愿，在南京为其修建陵墓。中山陵于1926年1月开始兴建，1929年春建成祭堂等主要建筑。当年6月1日国民政府举办“奉安大典”，遗体正式入葬陵寝。陵墓全部工程至1931年宣告完成。
中山陵由吕彦直设计，整体平面呈警钟形，与孙中山“唤起民众”的政治遗嘱相契合。陵墓设计充分利用地势，将牌坊、陵门、碑亭、祭堂等主要建筑从低到高依次排列在紫金山南的缓坡上。中山陵吸取中国古代陵墓的对称布局，利用墓道和台阶将主要建筑连为轴线，并布置大片绿地，将陵墓建筑群联接成与背景山势相称的宏大整体。陵墓主体建筑采用中国古典宫殿式建筑的大屋顶造型，应用西方建筑的设计和建造技术，以肃穆的蓝白色调和严谨的建筑构型表现出沉静恢弘的气度，被认为是中国近现代建筑史上融合中西的经典作品。1961年，中山陵被列为中华人民共和国第一批全国重点文物保护单位，2007年成为首批國家5A級旅遊景區。

## 建设经过

### 孙中山逝世

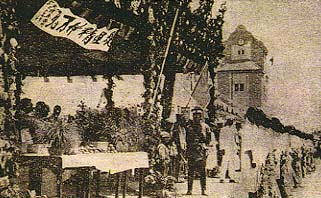
迎榇列车抵达泰安，纪念会上的“总理精神不死”横标。背景是泰安站站楼。

1925年3月12日，孙中山在北京因膽囊癌逝世。逝世前一天，孙中山提出效仿列宁保留遗体，并要求葬于南京。据报道，他对宋庆龄、汪精卫等人说：“吾死之后，可葬于南京紫金山麓，因南京为中華民國臨時政府成立之地，所以不可忘辛亥革命也。”据说早在1912年3月，孙中山在紫金山打猎时就曾对胡汉民说：“等我他日辞世后，愿向国人乞此一抔土，以安置躯壳尔。”遵照孙中山的遗愿，遗体在协和医院进行防腐处理后，暂厝北京香山碧云寺，待陵寝建成后再安葬南京。1925年4月4日，当时在北京的中國国民党中央执行委員會成立葬事筹备处和委员会，委员会以张静江、汪精卫、林森、于右任、宋子文、戴季陶、杨庶堪、邵力子、孔祥熙、叶楚伧、林焕廷、陈去病等12人为委员，确定葬事筹备工作的顺序为：确定墓址、测量墓地、交涉圈地、征求陵墓图案、决定陵墓图案、招标包工、兴工。

### 选定墓址

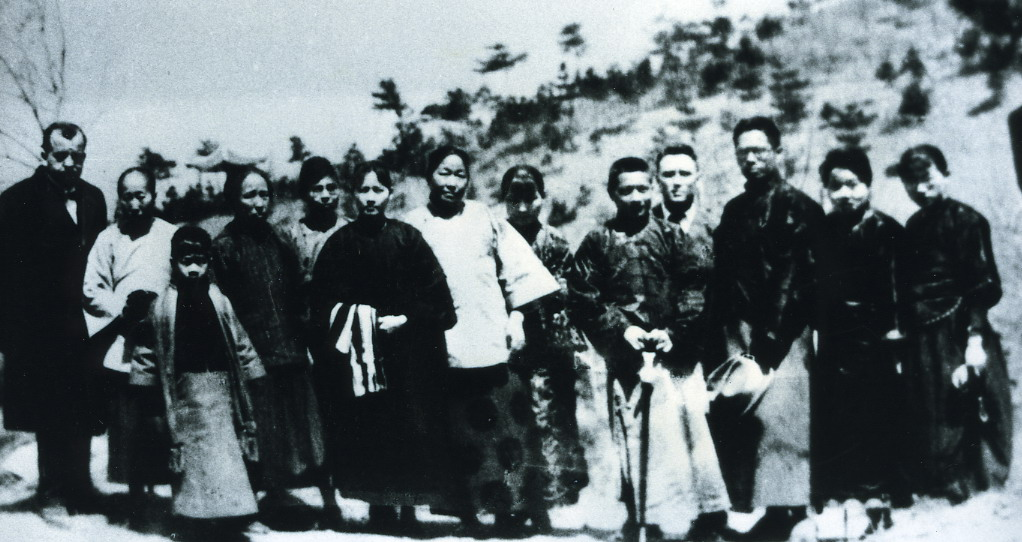
1925年4月，宋庆龄（左六）等人在紫金山考察墓址

紫金山位于南京城以东，东西长约7公里，居中的主峰北高峰海拔448.2米，东峰小茅山海拔360米，西峰天堡山海拔250米，北高峰与天堡山之间是海拔425米的二峰头陀岭，地势险峻，北高峰与小茅山之间是海拔351米的中茅山，地势较为平缓。为在紫金山上寻找合适的墓址，1925年4月孙中山夫人宋庆龄、孙中山之子孙科及多位葬事筹备委员先后三次登上紫金山实地勘察。4月10日，宋庆龄与孙科趁夜赶到南京，11日上午前往紫金山初步勘查后返回上海。20日下午，宋庆龄与孙科从上海再赴南京勘察墓址，同行的还有何香凝、杨杏佛、邵元冲、林焕廷、马超俊等12人。孙科、宋庆龄等提出，墓址要高过明孝陵，并且“不可使人在更高处建墓”。他们在21日和22日两上紫金山，经过考察后认为紫金山中部的中茅山最为合适，宋庆龄还表示陵墓应建于南面的缓坡，不宜选在山顶。
4月23日晚，葬事筹备委员会在上海孙中山故居召开会议。於会议中汇报实地考察的情况，并转达宋庆龄的意见，最终确定墓址选在紫金山中茅山的南坡。会议还决定将紫金山一带数万亩土地全部圈入陵园，由主任干事杨杏佛前往南京接洽圈地、实地测量和照相等事宜。杨杏佛随后赴南京拍摄了中茅山南坡的照片，并请江苏陆军测量局协助测量墓地。但圈地一事当时并不顺利，经过与占据南京的军阀势力反复交涉，陵园面积只定为2,000亩，远低于委员会的计划。直到1927年國民政府定都南京之后，陵园才顺利扩大到45,870亩。

### 陵墓图案
1925年5月13日，葬事筹备委员会通过了由孙科与负责工程的常务委员宋子文的建筑顾问赫门起草的《陵墓悬奖征求图案条例》。15日，葬事筹备委员会在《申报》、《民国日报》、《广州民国日报》等处刊登中文《条例》和启事，又在上海《字林西报》发布英文公告，悬奖征求中山陵墓设计图案。图案评判顾问包括土木工程师淩鴻勛、雕刻家李金发、画家王一亭及德国建筑师朴士（Emil Busch）。葬事筹备委员会在《条例》中对陵墓的性质、功能、建筑风格、建筑材料等都做出了规定：首先，陵墓要体现“特殊与纪念之性质”；其次，祭堂和墓室要便于公众入内瞻仰，祭堂外要有可立五万人的空地以举行大型纪念活动；再次，祭堂建筑风格必须为“中国古式”，或者“根据中国建筑精神特创新格”；最后，为了建筑的永久保存，要求使用石料和钢筋三合土，不用砖木材料；《条例》还要求陵墓建筑应简朴庄严，不求奢侈华贵。
至9月15日，葬事筹备委员会共收到40多份应征图案，其中吕彦直的图案被评判顾问认为“合于中国观念”、“简朴浑厚”，“形势及气魄极似中山先生之气概及精神”,“最适合于陵墓之性质及地势之情形”。20日，葬事筹备委员与家属代表在上海召开联席会议，一致以吕彦直的图案为首奖、范文照的图案为二奖，另议决杨锡宗获三奖并确定了其他7个名誉奖。经过5天公开展览，9月27日下午，葬事筹备委员与家属代表开会复议，一致赞成采用吕彦直的设计方案建造陵墓，并决定聘请吕彦直主持中山陵的建筑工程。

### 施工

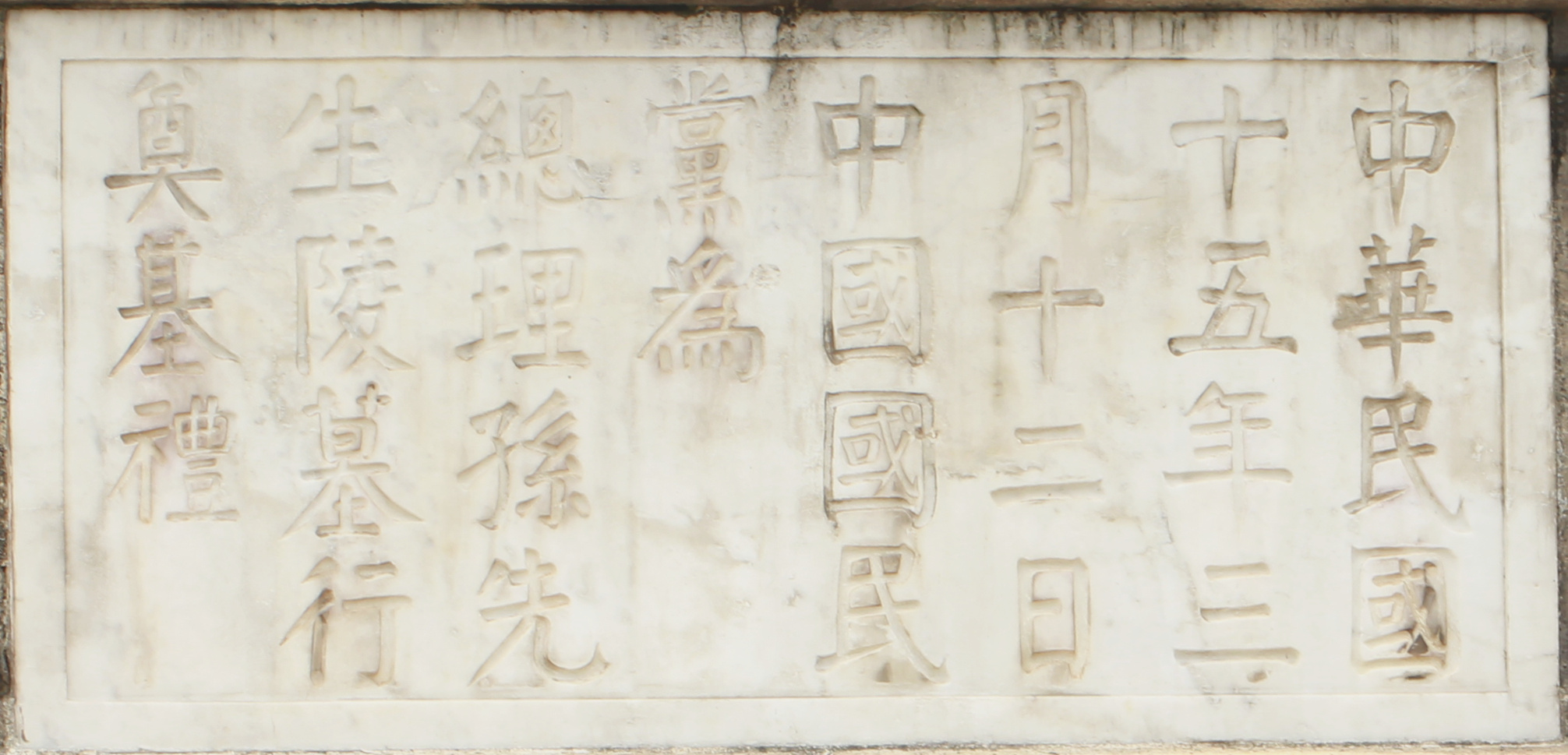
祭堂奠基石碑

中山陵工程分三部进行。第一部工程包括祭堂、墓室、平台、石阶、围墙及石坡等，上海姚新记营造厂以44.3万两白银中标承建。1926年1月15日开工后，因时局动荡，工程进展缓慢，直到1929年春才完工。第二部工程包括水沟、石阶、护壁、挖土填上等工程，上海新金记康号营造厂以268,084两白银中标承建，1927年11月开工。这时国民政府已定都南京，时局安定，因此第二部工程进展比较顺利。第三部工程包括牌坊、陵门、碑亭、围墙、卫士室等，在孫中山葬入中山陵之后进行，工程由上海陶馥记营造厂以419,706两白银中标承建，1929年8月开工，与第一部工程同时完工。本来按合同规定，第三部工程应于1931年2月28日以前全部完工，但巨大的墓碑石料在水运时沉入江中，只能费时重新采料。因为发生了工程事故，第三部工程直到1931年底才全部完工，被罚3,000两白银。
中山陵工程由设计师吕彦直主持。吕彦直为工程耗费了大量心血，终因辛劳过度病倒，但他在病中仍坚持亲自决定各项工艺和建筑材料，只有材料样品经检测超过当时的美国标准才签字准许使用，否则就要返工。由于吕彦直的要求极为严格，以致营造厂发出“吕建筑师欲成其千载一时艺术之名，处处以试验出之”的怨言。在第一期工程即将完工时，吕彦直因积劳成疾于1929年3月18日逝世，工程由他的好友兼合伙人李锦沛和黄檀甫继续主持完成。

### 奉安大典

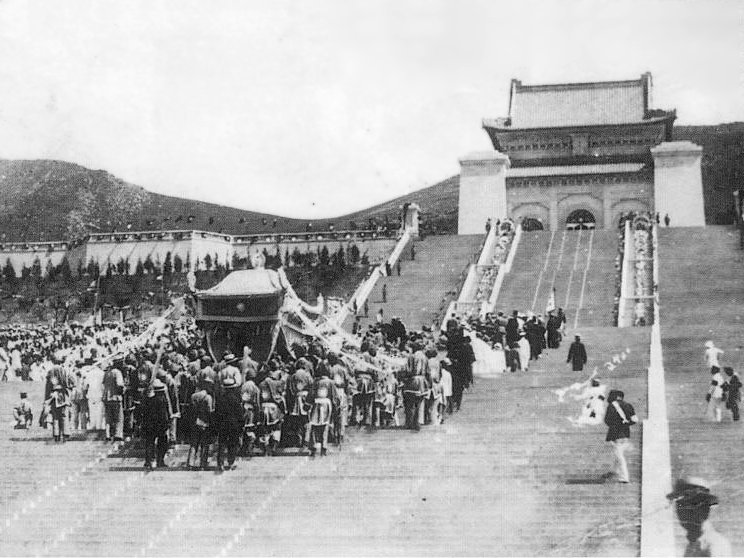
1929年6月1日孙中山灵柩奉安中山陵

1929年1月，国民政府在南京组成奉安委员会，开始进行安葬孙中山灵榇的筹备工作。为迎接孙中山灵柩，南京市从长江边的下关码头至中山陵修建了一条长15公里的迎榇大道，名“中山大道”，所过之处都以“中山”、“逸仙”命名。4月23日，国民政府以何应钦为“奉安迎柩总指挥”，北上迎接孙中山灵榇前往南京。5月26日，灵榇由北平南移，5月28日由专用列車送抵浦口站，转由“威胜号”军舰送至南岸，灵车15点15分抵达国民党中央党部礼堂，由国民党中央委员轮流守灵。29日至31日三天为“公祭日”，民众可到灵堂致祭并瞻仰遗容。31日18时，国民政府主席蒋中正等人依次最后一次瞻仰孙中山遗容，随后蒋中正、孙科、孔祥熙率领孙中山生前卫士黄惠龙、马湘、陈兴汉、刘钺、肖芹等封闭铜棺，蒋、孙、孔亲自涂殡。6月1日为“奉安日”，凌晨4时举行移灵典礼，由胡汉民主祭。4时15分，随着狮子山炮台鸣礼炮101响，灵榇被送上灵车。灵车上覆蓋中國国民党党旗与中华民国国旗，左侧由孙科及其家属以及蒋中正、各国专使、国民党中央委员、国民政府委员等执绋，右侧由戴恩赛、宋子文、外宾、迎榇专员、葬事筹备委员、孙中山故旧等执绋，宋庆龄等女眷分乘马车随行。整个送灵行列长达五六里，沿途送殡民众达百万人。9时20分，灵车到达中山陵平台。9时30分，孔祥熙、吴铁城、郑洪年等率领杠夫将灵榇移上灵舆。9点45分，108名杠夫抬起灵舆沿石阶而上，10点08分抵达祭堂前的大平台，随后停放在祭堂中央。宣赞员宣赞后，奉安典礼开始。孔祥熙率杠夫将灵榇移入墓室，蒋中正主持祭礼，谭延闿、胡汉民、王宠惠、戴季陶、蔡元培陪祭。孙中山亲属、中央代表蒋中正、孙中山故旧代表犬养毅与各国专使代表、荷兰驻华大使欧登科进入墓室，率杠夫将灵榇安葬在墓圹内。在奉安的时刻，狮子山炮台再鸣礼炮101响，全国民众默哀3分钟致敬。12点奉安完毕后，在祭堂内参加典礼的人员依次进墓门瞻仰并行三鞠躬礼。最后，宋庆龄率领孙科夫妇、孙婉夫妇将墓门关闭。中国国民党中央执行委员随即发表通电：“本党总理孙中山灵榇，业于十八年六月一日正午十二时，奉安紫金山阳，大典告成，谨电以闻。”

## 陵墓形制

### 布局
陵墓建筑按南北向中轴线对称布置在中茅山南麓的缓坡上，平面为大钟形，有“唤醒民众”的政治意涵。南面入口处的石牌坊和缓长的墓道表现如钟下的悬索。墓道以北沿山势向上，在中轴线上依次排列着陵门、碑亭、石阶、大平台、祭堂、墓室等建筑，与四周的围墙形成了大钟的本体。最高处的祭堂是陵墓的核心建筑，到牌坊平面距离700米，垂直落差73米，祭堂后的墓室表现为大钟的钟钮。整个陵墓建筑都用蓝色琉璃瓦、花岗石墙面，显得庄重肃穆。

### 牌坊与墓道

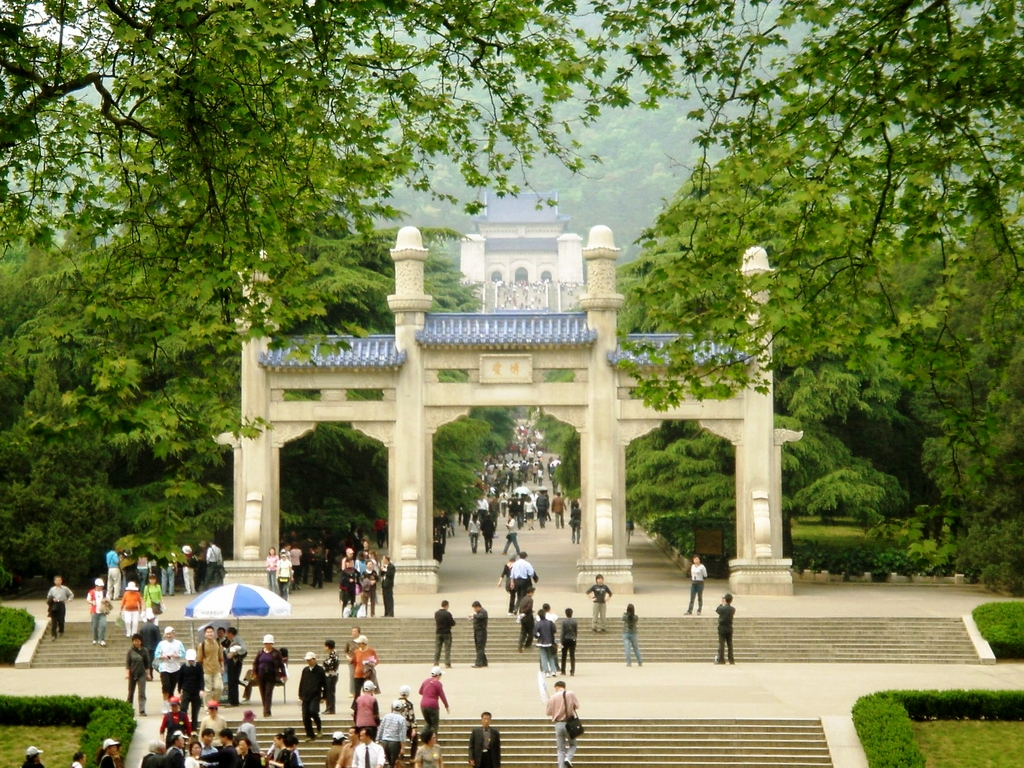
博爱坊

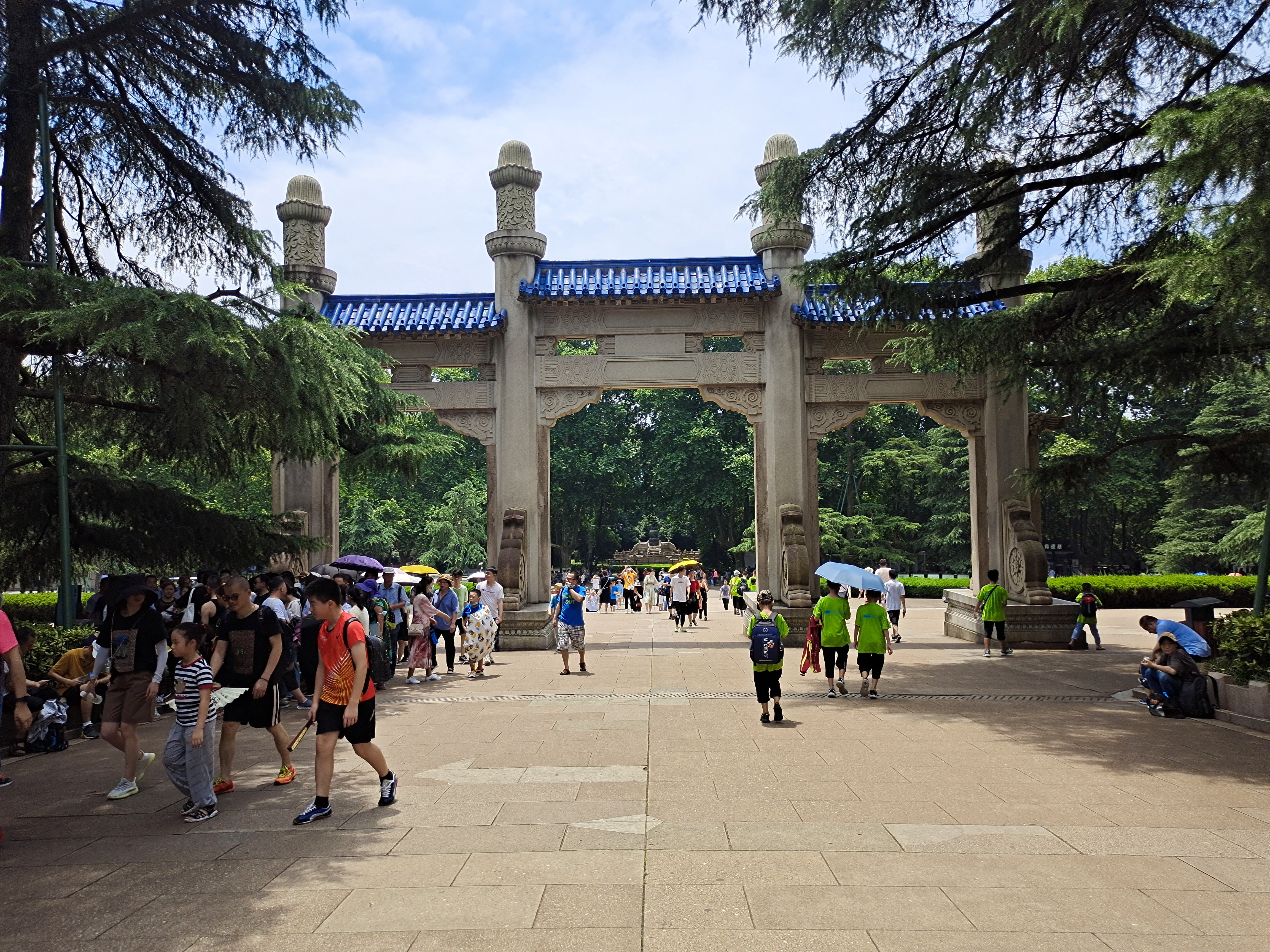
大門

中山陵的入口位于墓区最南端，是一座三间四柱三楼的花岗石牌坊。在中国的明清建筑中，牌坊是用来标识入口的装饰建筑。吕彦直最初将牌坊设置在陵门前，后来葬事筹备委员会决定在陵门前设一条墓道，以增添陵墓的气势，于是将牌坊移到了墓道最南端。牌坊高11米，宽17.3米，四楹三开间，中门横楣上的石额刻有孙中山手书的“博爱”二个鎏金大字，牌坊因此又名“博爱坊”。牌坊顶端覆盖蓝色琉璃瓦，四根石柱底部为长方形大石座，在柱脚前后夹抱鼓石，牌坊上刻莲瓣、云朵和古代建筑彩绘式的图案。据说因为疏忽，西边第二根石柱在取料时凿短了约一米，虽然经过补救，现在仍能看到接缝的痕迹。
牌坊以北的墓道是一条长约480米、宽约40米的缓长坡道，通往中山陵的陵门。墓道有三条平行路面，正中是钢筋水泥路面，宽约12米，左、右是各宽4.2米柏油路面，车辆可以沿左右车道直达陵门。三条路面之间纵向排列着五对长方形花池，花池内对称地种植两排雪松、四排桧柏。

### 陵门

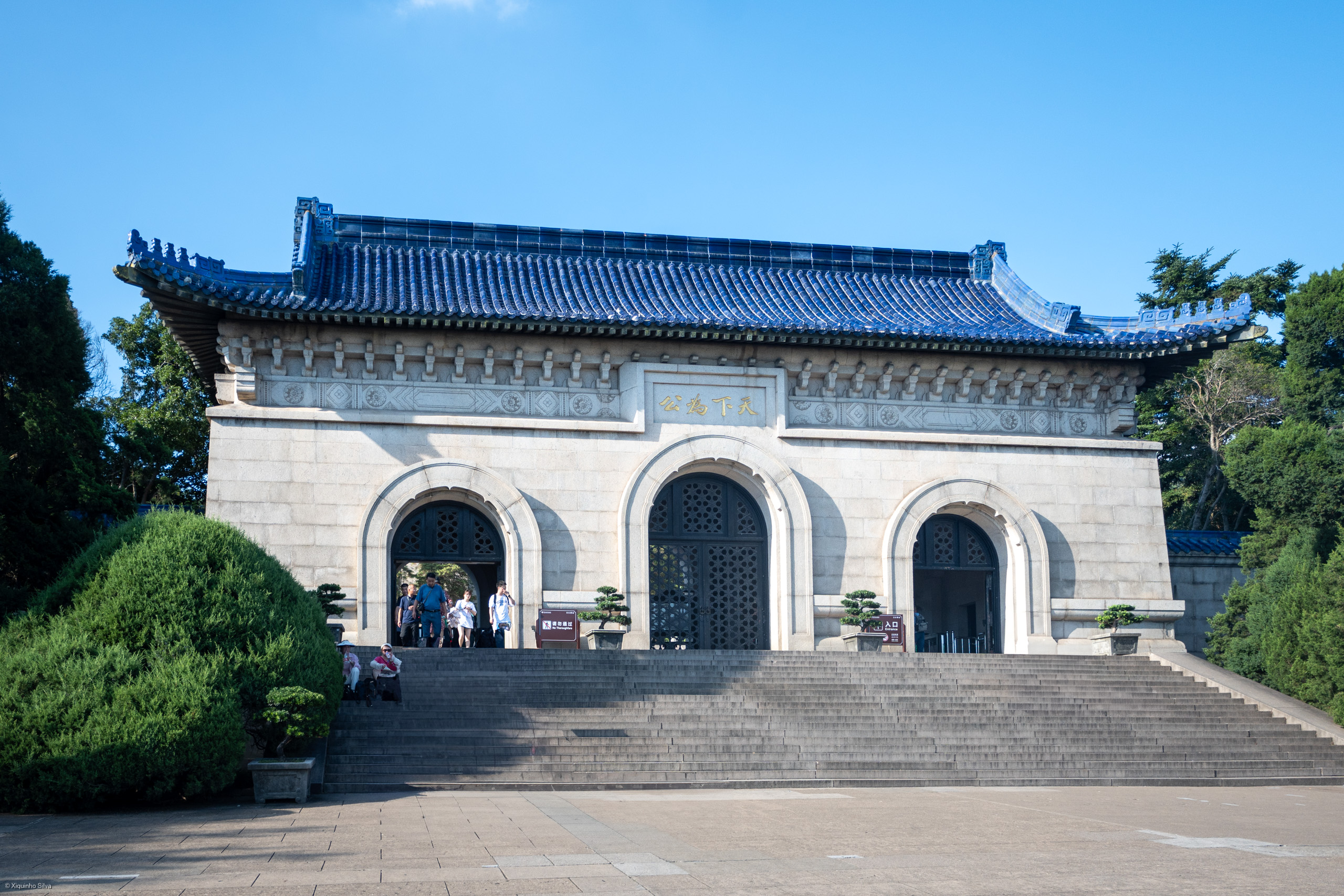
陵門

陵门是中山陵的正门，处于中山陵中轴线正中。陵门坐北朝南，平面为长方形，宽27米，高16.5米，进深8.8米，屋身为由福建花岗石砌成的三间无梁殿式样，在斗拱、樑、枋等处都有雕刻精美的花纹。陵门为单檐歇山顶，上覆蓝色琉璃瓦，南北面各有三道拱门，两边的拱门稍小，凸显出中门的高大。在南面正门的上方镶有一方石额，上刻孙中山手书的“天下为公”四个鎏金大字，这四个字是孙中山书赠黎民伟的。“天下为公”出自《礼记·礼运》之“大道之行也，天下为公。”孙中山将“天下为公”借用为对“民权主义”的解释，说明政权为广大平民所共有。南面的三道门都装有梅花镂空仿紫铜的对开门扉，北面则仅有门洞。陵门实际面阔五间，东、西小间常年关闭。小间内曾有为年迈体弱的谒陵人士准备的藤轿六顶，其中二顶为躺式，四顶为坐式，这些轿子在文革期间曾被移到中山陵音乐台化妆室保存。陵门南面的东西两侧安放了一对高约3米的汉白玉石狮，增添了陵门建筑的气势。这对石狮原是宋哲元从北平定王府购得，1935年7月赠送给总理陵园内的中山文化教育馆，中山文化教育馆又将这对石狮转赠陵园。
陵门高踞于20级花岗石台阶上，台阶下是与墓道相连的一块能容纳一万多人的水泥大平台，平台两侧的草坪上有十棵修剪成球形的大叶黄杨，还有六株伞状的千头松，这些四季常青的植物是对平台周围景致的衬托。平台东西两侧还对称地建有两座象征性的点缀建筑，为卷棚式硬山顶，顶覆蓝色琉璃瓦，东房为卫士室，西房为休息室，室内装有洗手间设备。

### 碑亭
碑亭在陵门后的第二层平台上，建筑结构为仿中国古代木结构，用花岗石建造，重檐歇山顶，上覆蓝色琉璃瓦。碑亭平面为方形，边长12.2米，高约17米。碑亭正中竖立着长方形的花岗石墓碑，高9米，宽4米，重数十吨，碑材采自福建。墓碑正面竖刻三行鎏金碑文：“中国国民党葬 总理孙先生于此 中华民国十八年六月一日”，由谭延闿以颜体书写。葬事筹备委员会原计划由汪精卫、胡汉民、吴稚晖分写墓志铭、传文和记文，但这些内容一直没有确定下来。1928年1月7日，葬事筹备委员会认为孙中山的思想和业绩不是文字能概括的，因此决定仅书写碑文。墓碑顶端刻云彩、底座刻巨浪，线条简洁朴素，是吕彦直的设计。墓碑在顶端花纹下方的正反面各刻国民党党徽青天白日图案一枚。碑亭的东、南、西三面，各有拱门一洞，供谒陵者出入。碑亭北侧的拱门下设有石栏，只能凭栏仰望祭堂，不能通行。

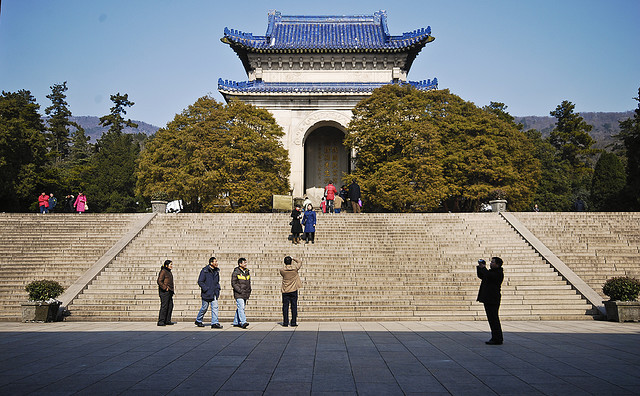
碑亭
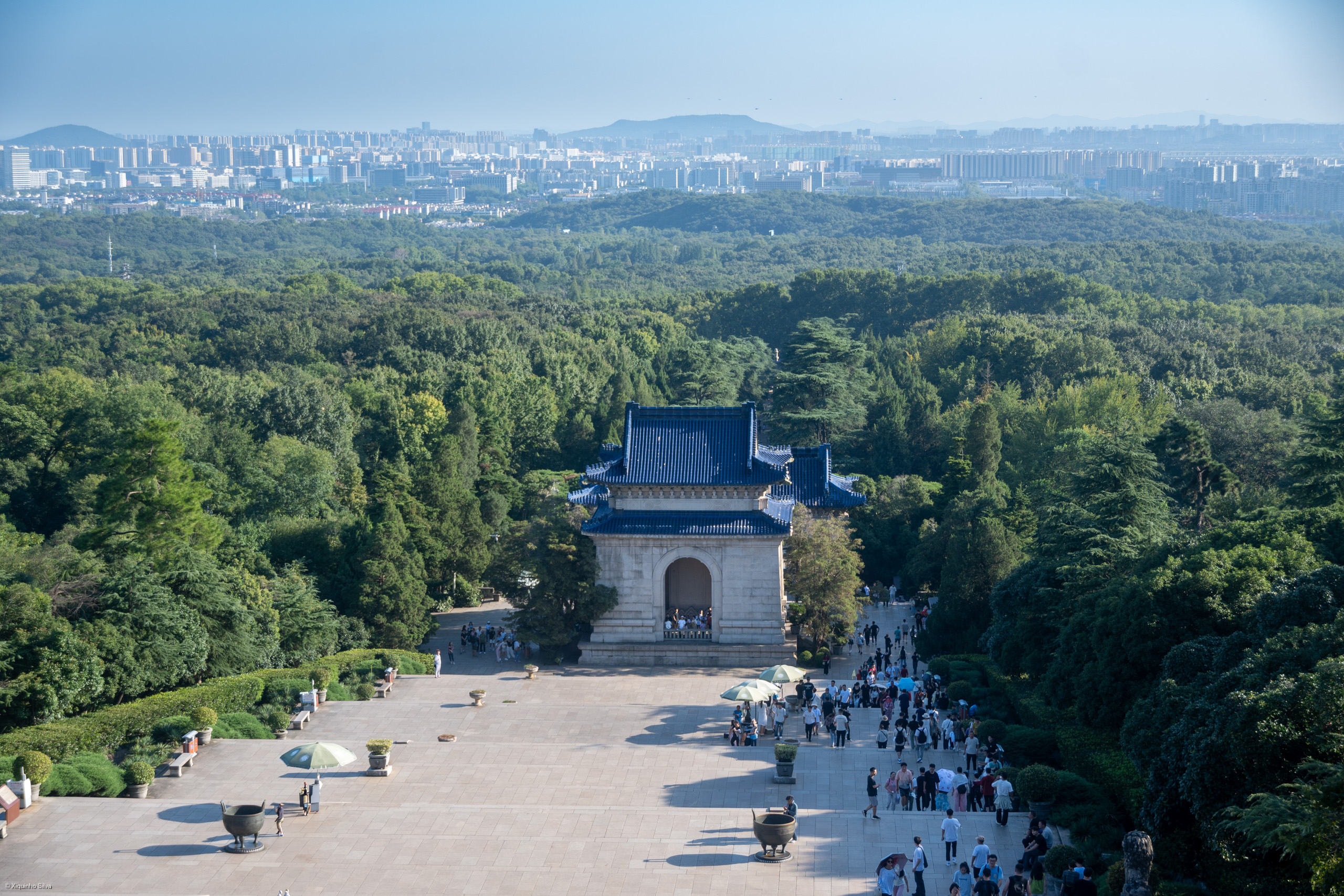
从上方俯瞰碑亭
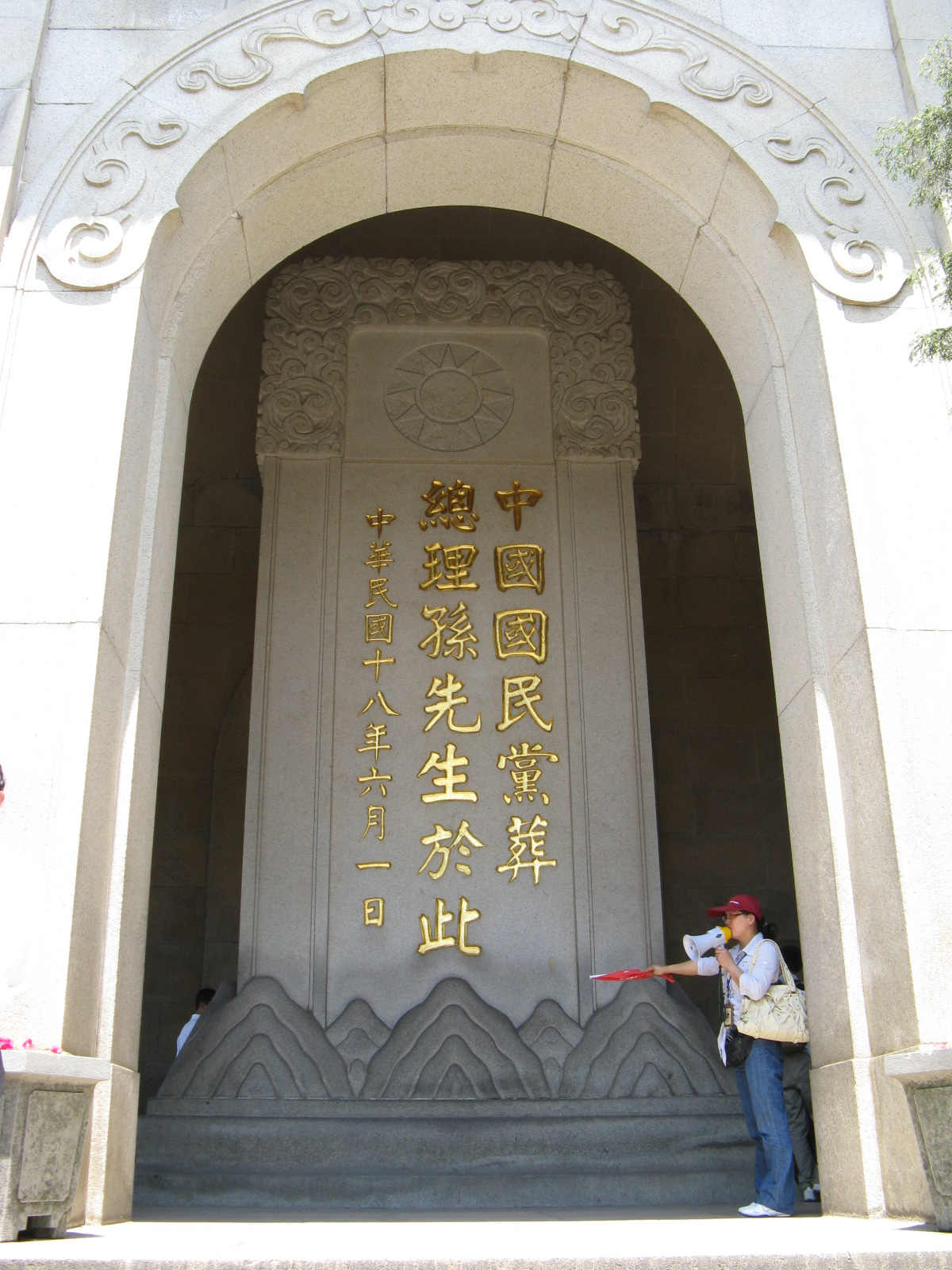
碑亭内的墓碑

### 石阶
中山陵主要建筑依山而建，依次分布在紫金山中茅山南坡的南北轴线上，建筑师用台阶将这些建筑连为整体。整个轴线上共有台阶392级，全部用苏州金山花岗石砌成。其中从碑亭到祭堂前平台的石阶共290级，分成8段，各段之间设置一个平台。这些平台既为祭奠活动提供了空间，又赋予这条石阶路以节奏的变化，使人在登临的过程中不至于感觉枯燥。这种台阶与平台交错的设计还形成了颇有特色的视觉效果：向上仰视只见台阶，不见平台；向下俯视则只见平台，不见台阶。平台上还陈列着纪念物作为点缀。第六层平台两侧安放着上海特别市政府为纪念奉安大典捐献的铜鼎一对，上刻“奉安大典”四个篆字，其中西侧的铜鼎在1937年12月的南京保卫战中被日军弹片击中，留下了两个弹孔。第七层平台布置一对豆绿色石狮，东侧为雄狮、西侧为雌狮，是福建蒋文子的作品。石狮的口中含着一只圆球，能自由转动而不会掉出。雌狮的牙齿在日本占领期间被损坏，圆球从此失落，雌狮脚下的小狮也被盗走。从第七层平台向上攀登30级、42级，54级石阶，分别是第八、第九、第十层平台。从第十层平台向上再走过9级石阶就是祭堂大门。

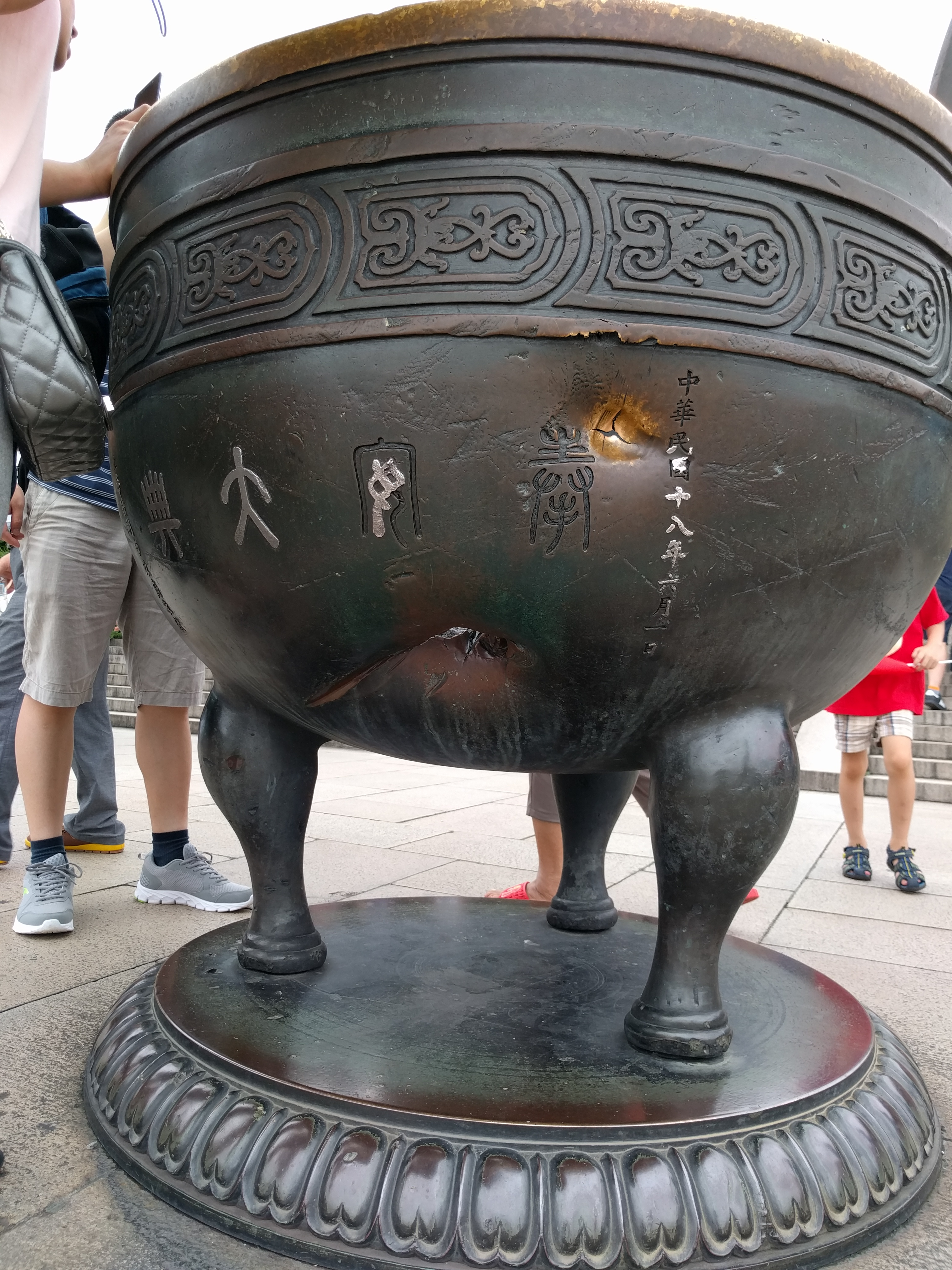
中山陵石阶西侧鼎
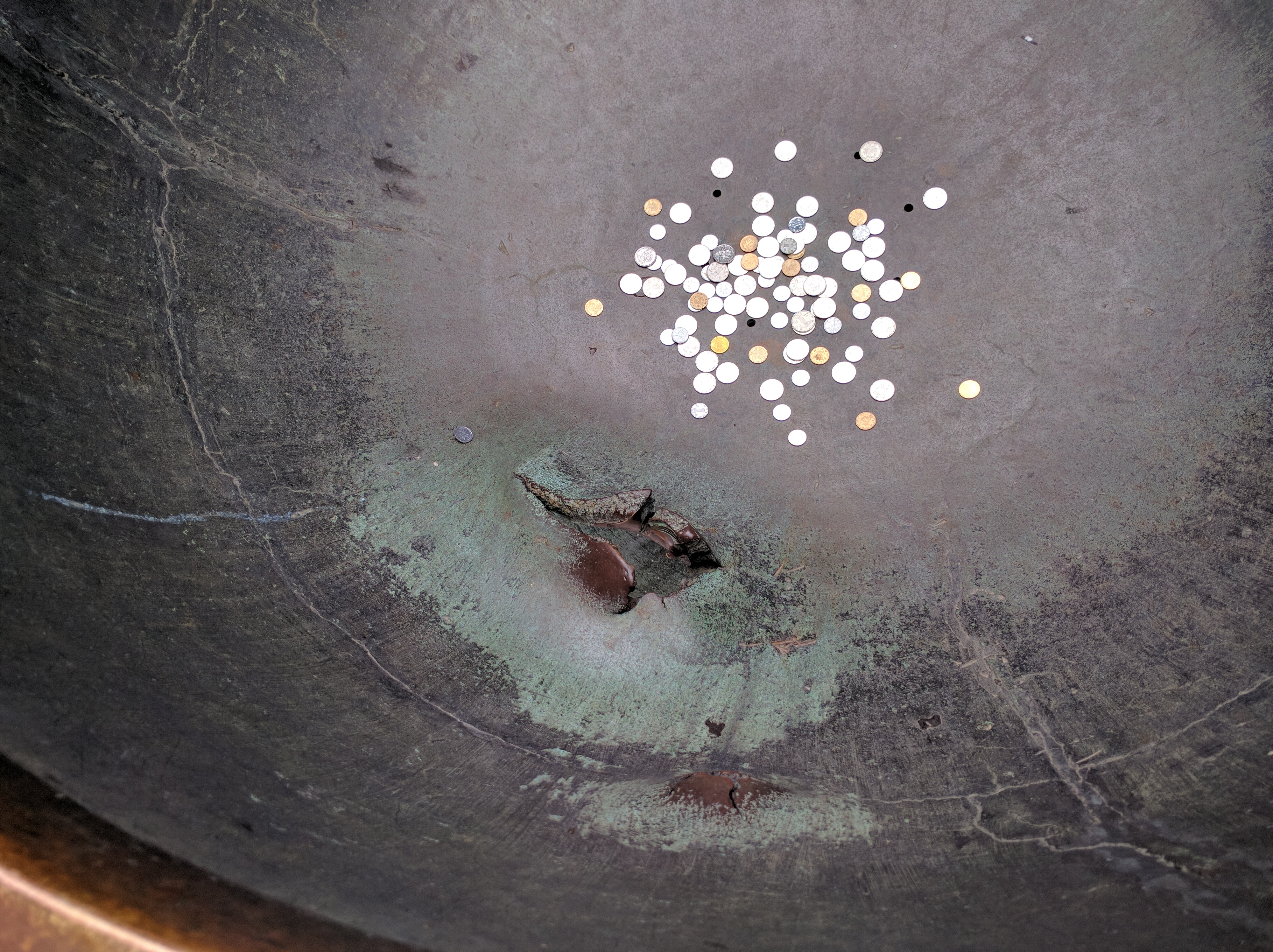
中山陵石阶西侧鼎内部
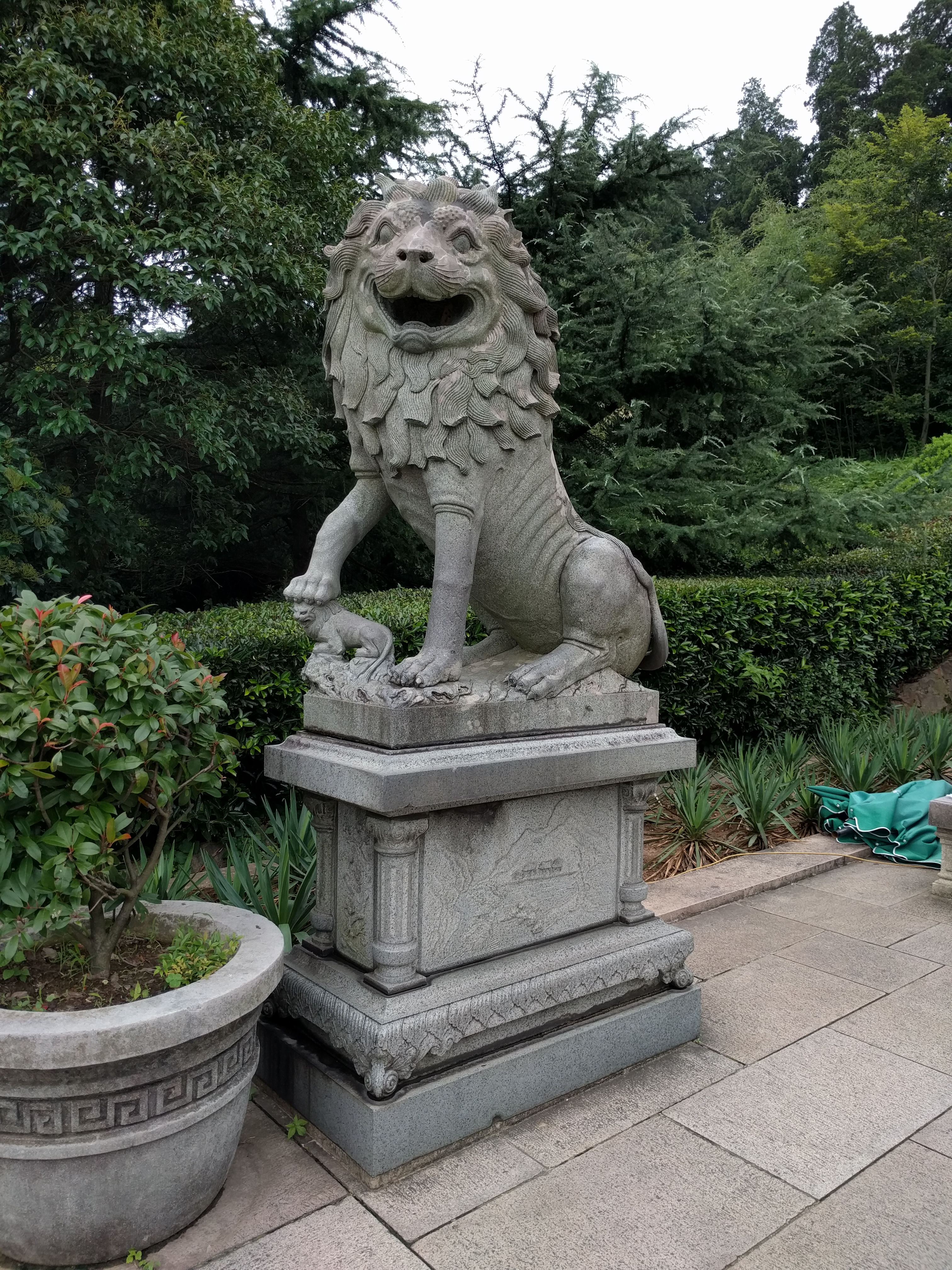
中山陵石阶西侧石狮
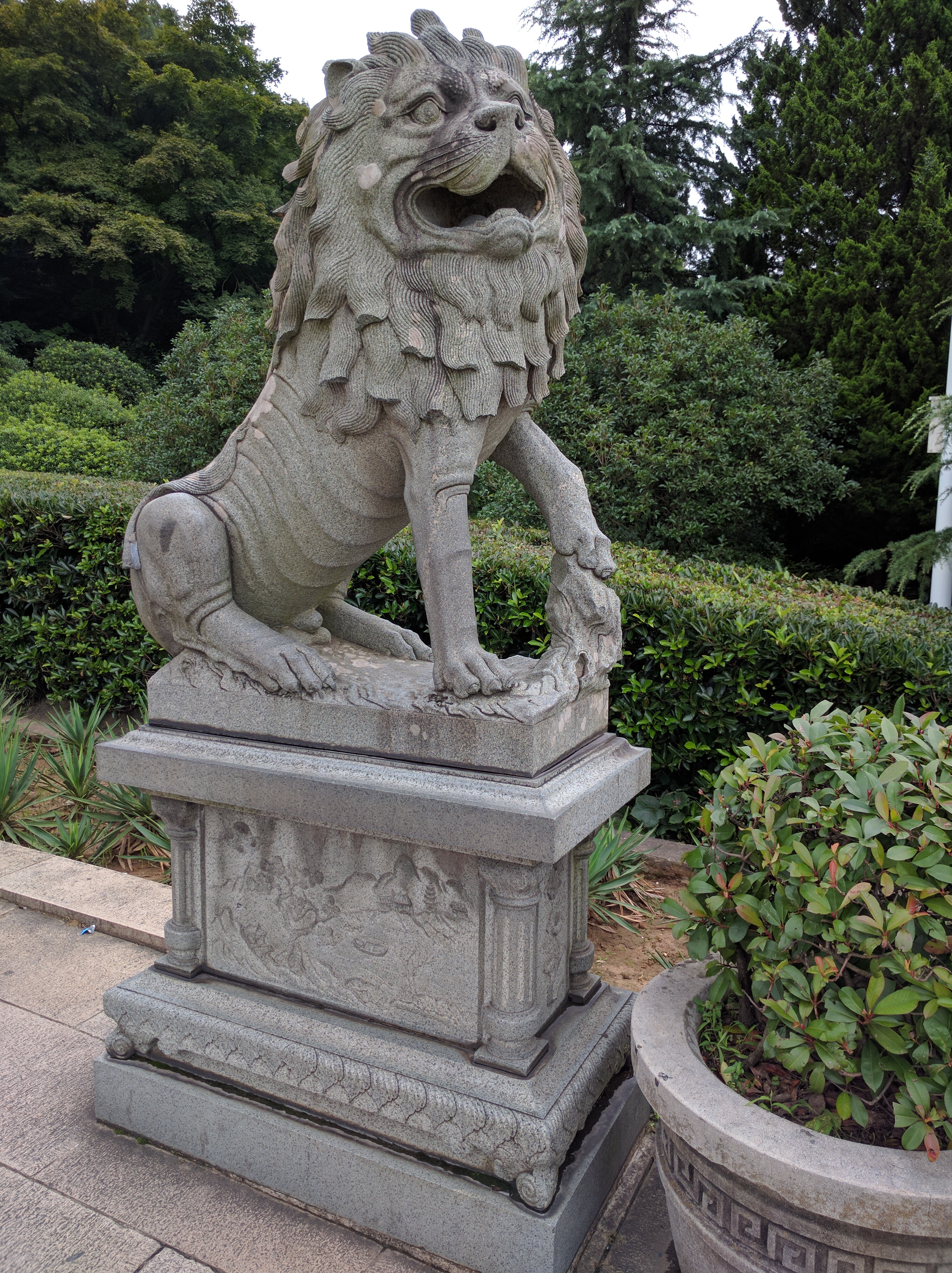
中山陵石阶东侧石狮

### 祭堂与墓室
祭堂是中山陵最高的建筑，位于中茅山顶海拔高度158米的第十层大平台正中。大平台东西宽度162米，南北进深38米，平台入口两侧分设孙科赠送的青石鼎一座。祭堂两侧矗立着一对花岗石望柱，高12.6米，下部直径2米，上部直径1米，断面为六边形，六面都用卷云纹浮雕装饰。青石鼎和华表都是福建泉州蒋文子设计制作的。祭堂坐北朝南，是仿木结构的石造宫殿式建筑，长28米，宽22.5米，高26米，重檐歇山顶覆蓝色琉璃瓦，檐下筑石斗拱飞檐二层，是整个陵园中体量最大、等级最高的建筑。祭堂正立面开三座拱门，与重檐顶构成一个宽高比为3:5的矩形，两边的堡垒式方屋各占1/5比例，使正立面形成正方形，是西方古典主义的“三段式”构图。三座拱门分别安装镂空梅花格图案的紫铜门一对，门楣上方的额枋上从东到西分别为张静江所书写的“民族”、“民权”、“民生”六个篆书金字，代表國父孫中山创立的三民主义的三个组成部分。正中間的民生門略大，上下重檐之间嵌有直额，上刻有孫中山所題“天地正氣”四个金字。
祭堂地面铺云南大理石，顶部用彩色马赛克镶嵌成青天白日图案，周围环绕红色花纹方格，以符合满地红的意象。堂内有12根石柱，下承大理石柱础，柱心用钢筋混凝土浇制，外皮包裹青岛产黑色花岗石。四周墙壁上半部贴人造石，下半部为灰黑色大理石板制成的护壁，其中东西两侧护壁上刻孙中山手书《建国大纲》全文，北侧护壁上曾有蒋中正、胡汉民和谭延闿分别抄录的《总理遗训》、《总理遗嘱》和《总理告诫党员演说词》，文革中被红卫兵磨平。祭堂内中央偏北处安放孙中山白色大理石坐像一尊，高4.6米，坐像身着长袍马褂，书卷平摊在膝上，双目平视远处，是波兰裔法国雕刻家保罗·兰多斯基的作品。坐像底座四周刻反映孙中山生平和革命事迹的浮雕。祭堂的四角有四间堡垒式方屋，西南角方屋内的墙壁上原有吕彦直的半身雕像，在抗日战争中失踪。
墓室设在祭堂后方，与祭堂透過墓门相连。墓门分内外两道，第一道是美国造双开紫铜保险门，开在祭堂孙中山坐像身后，用黑色大理石砌成外框，横额上是孙中山原为黄花岗七十二烈士墓题写的“浩氣長存”四字。第二道是独扇铜门，门上镌有张静江书写的“孫中山先生之墓”七个篆字。墓室为半球形建筑，直径18米，高11米。墓室外壁为香港花岗石，中间浇筑钢筋混凝土，内壁为妃色人造石贴面，穹顶用彩色马赛克镶嵌成青天白日满地红图案。墓室中央设圆形下沉式墓圹，直径4.3米，四周用白色大理石围栏。墓圹深1.6米，底部用白色瓷片铺地，正中陈设白色大理石雕刻的孙中山卧像，由捷克雕刻家高崎用北京大理石雕成按照孙中山遗体形象塑造。孙中山遗体用铜棺盛殓，安葬在卧像下方5米处的墓穴内。

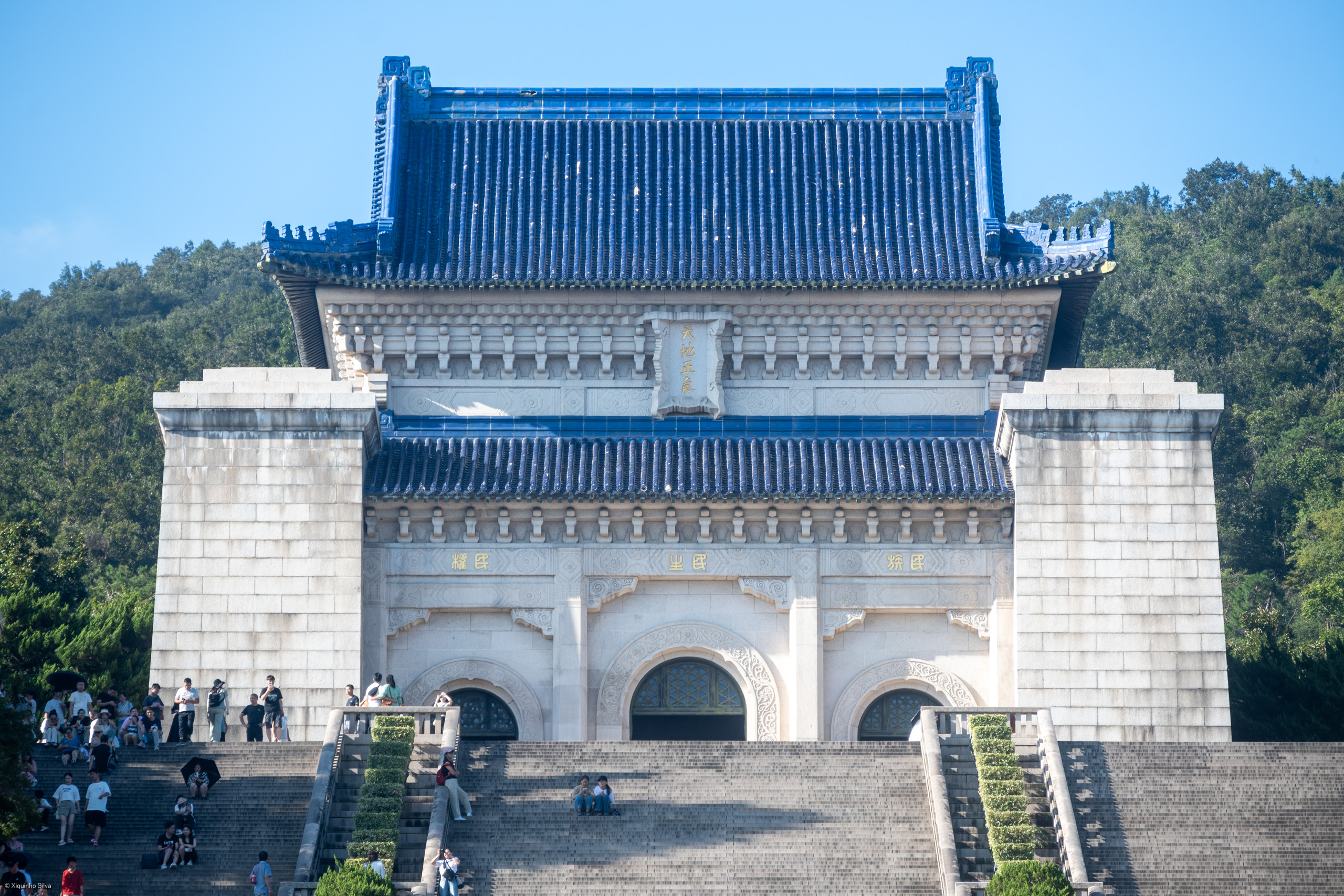
祭堂
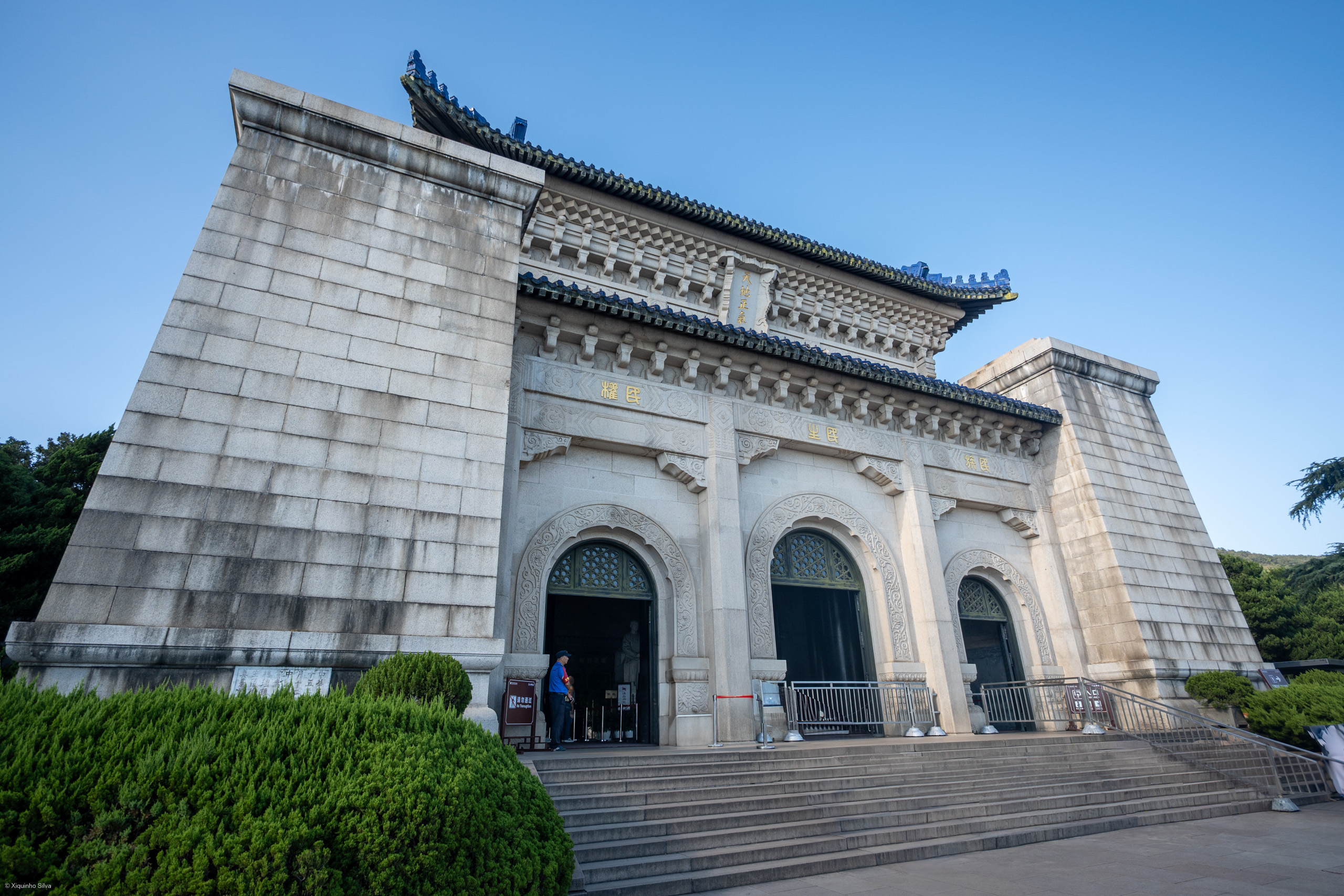
祭堂正立面
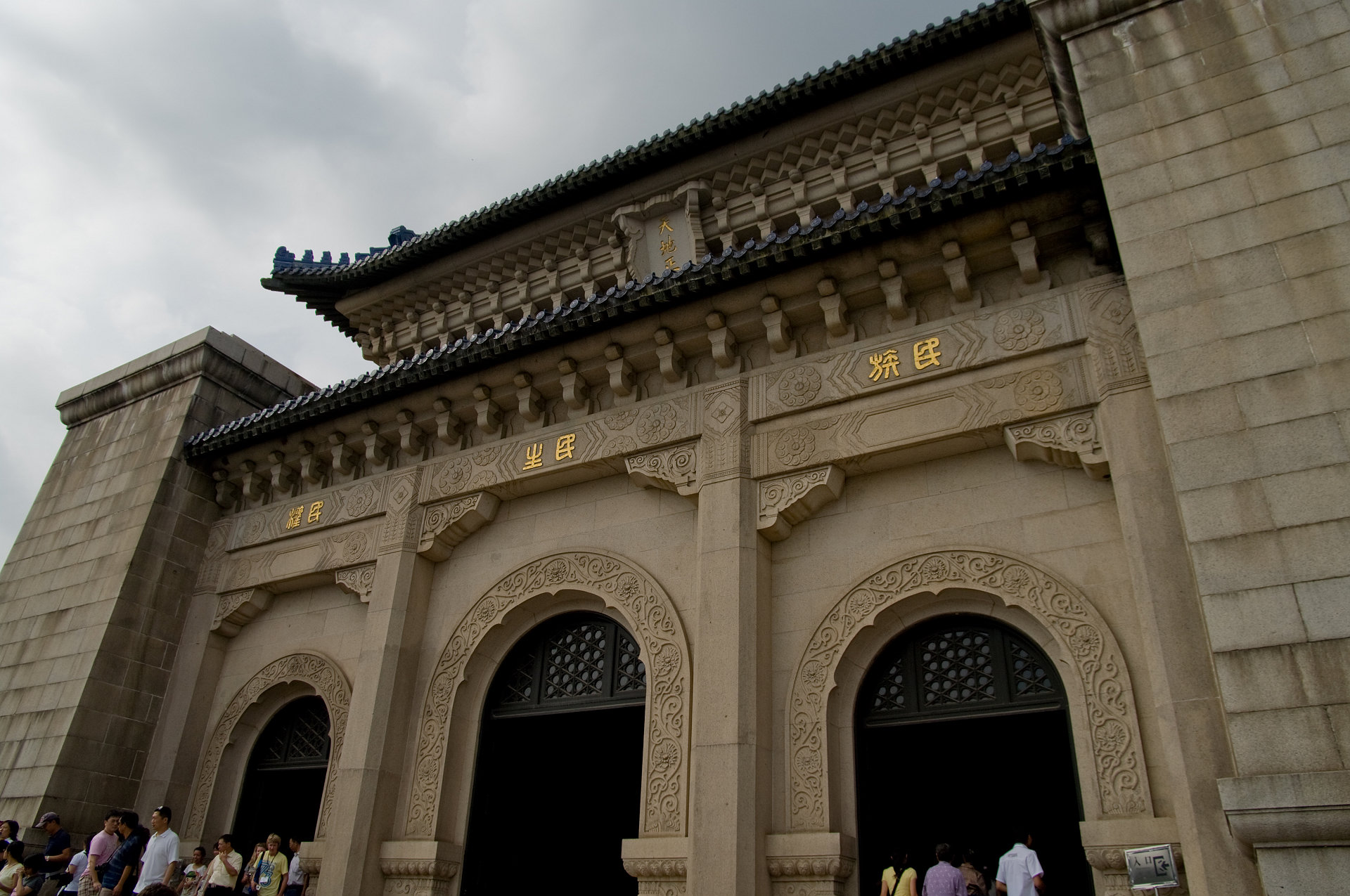
祭堂正立面
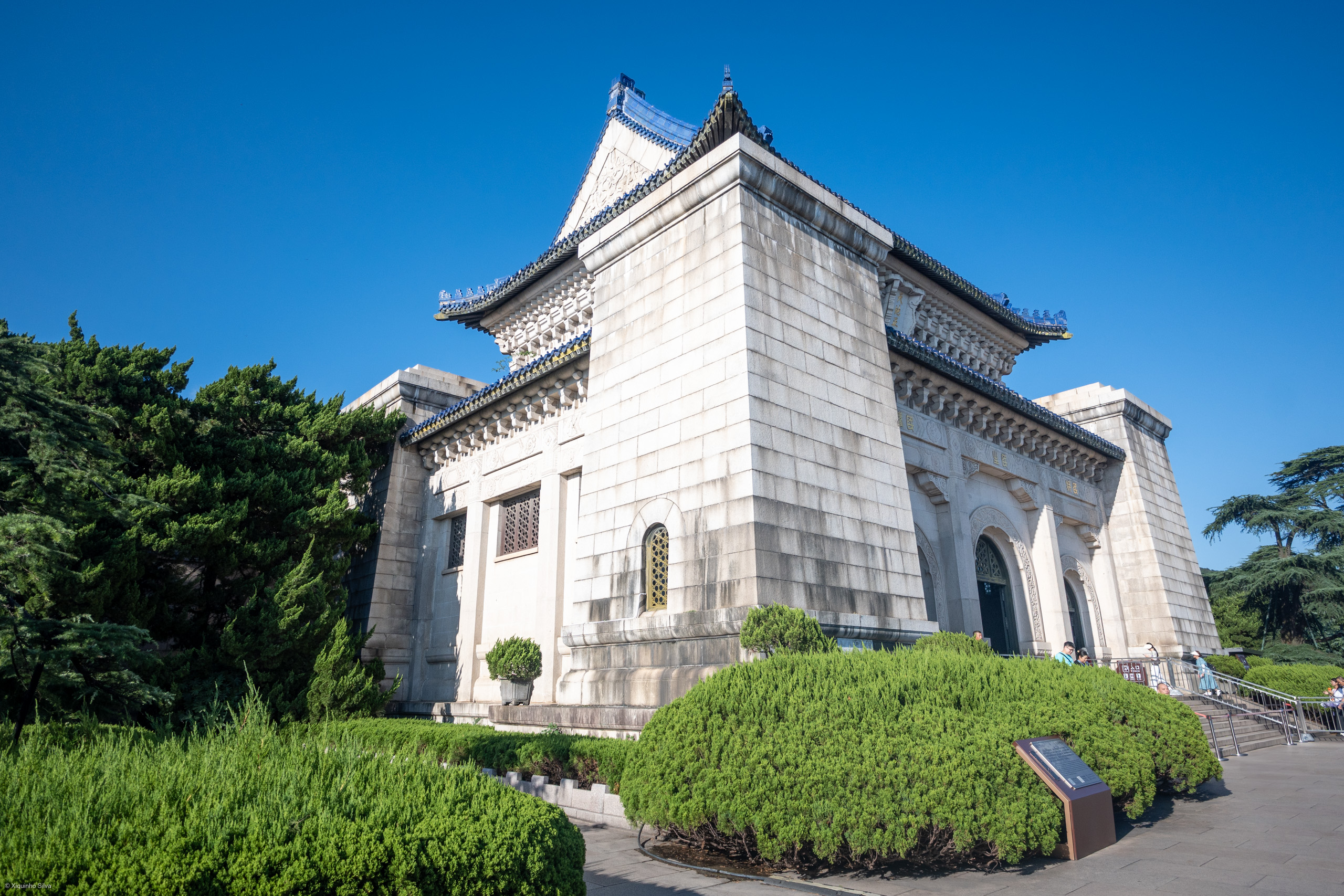
祭堂侧面
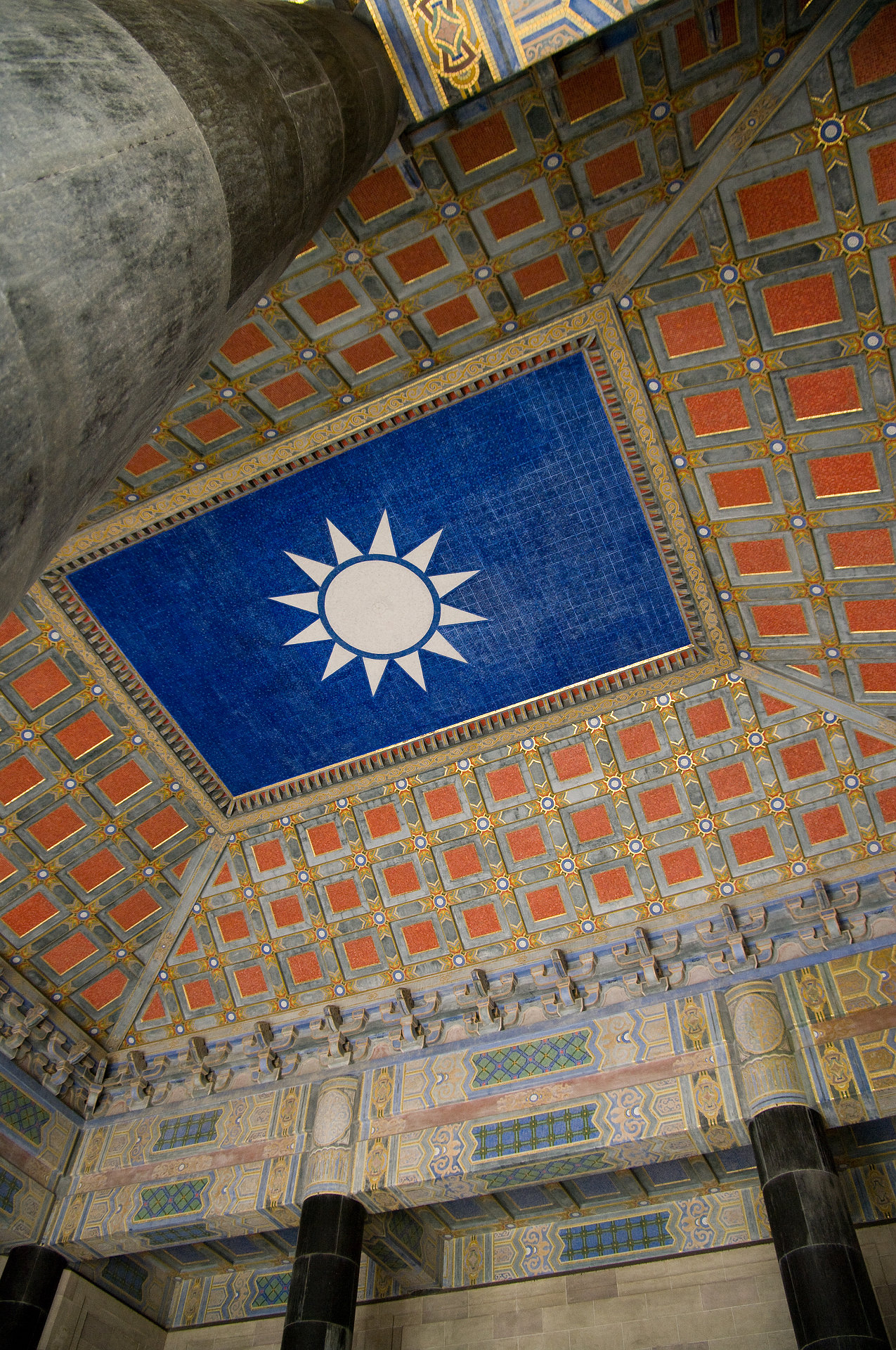
祭堂天顶
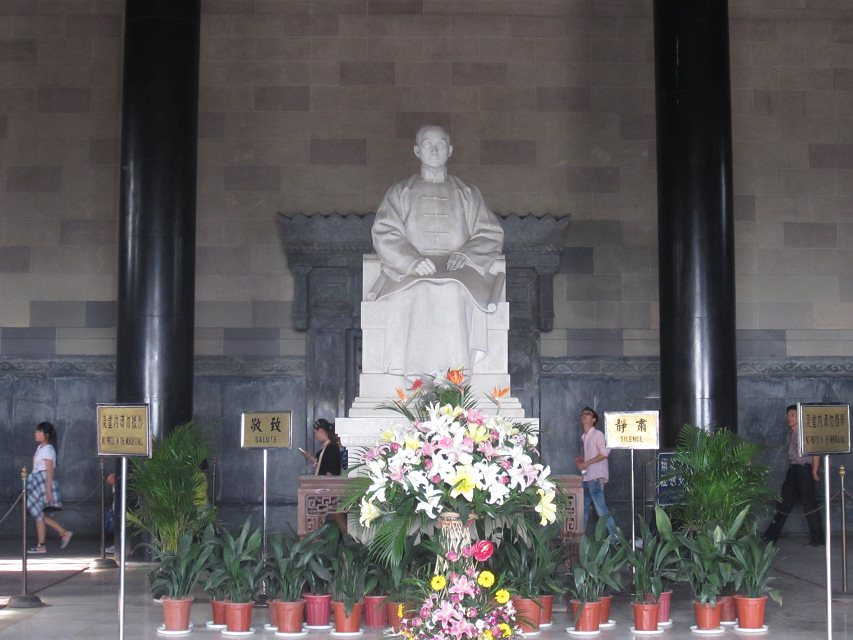
祭堂内的孙中山坐像，身后是通向墓室的墓门
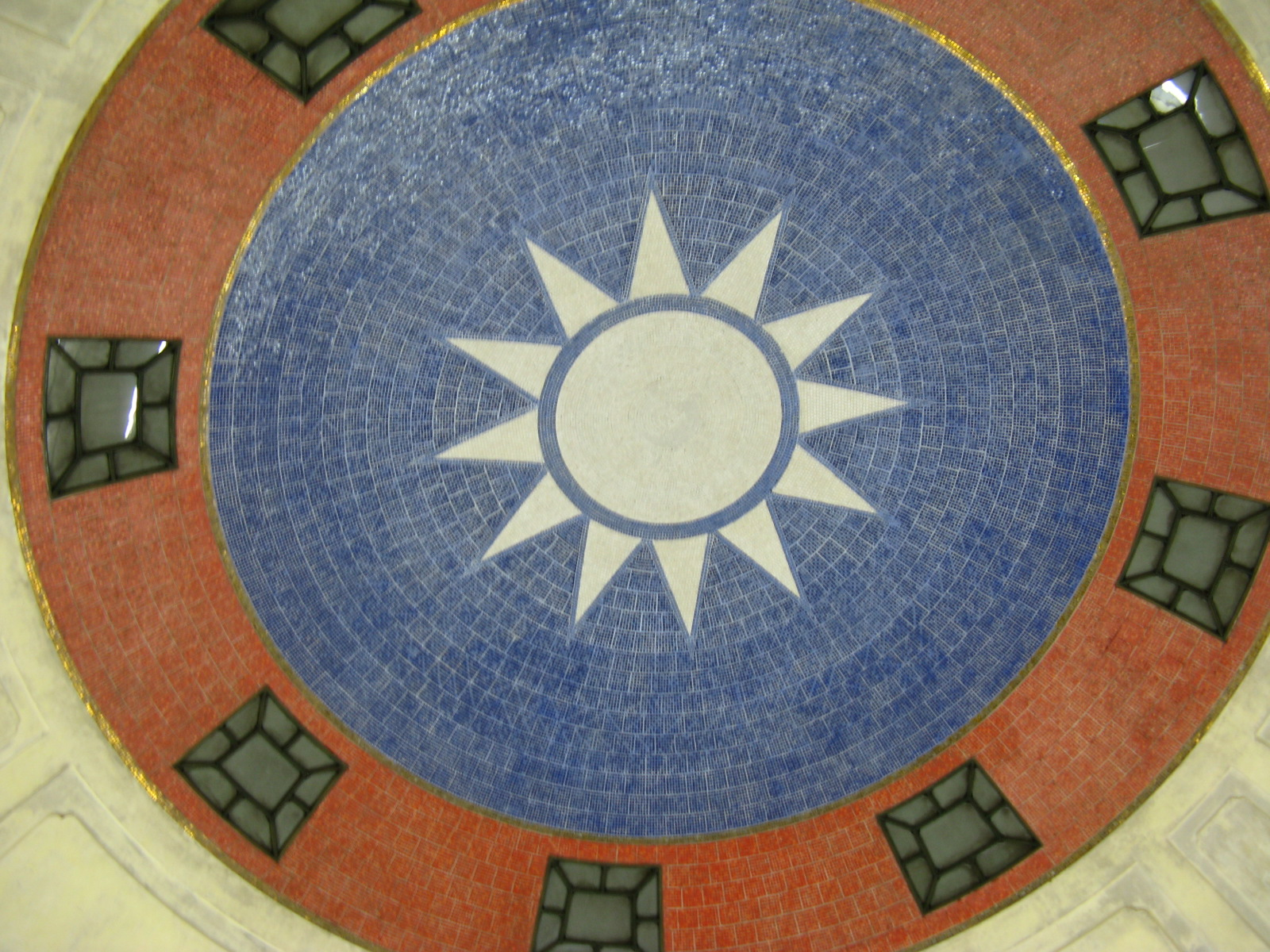
墓室顶部的青天白日徽
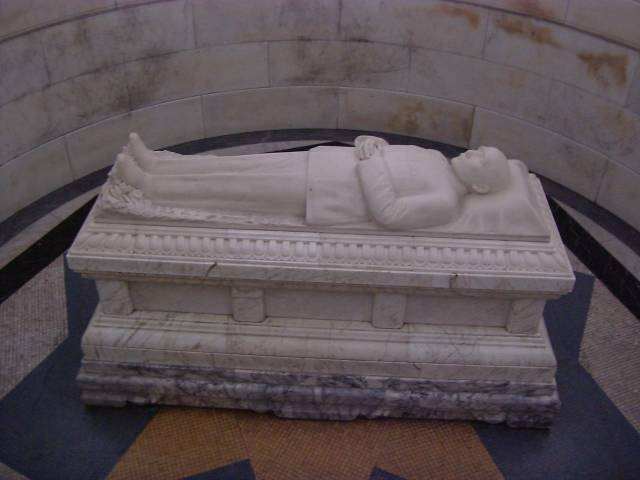
墓室内的孙中山卧像，灵柩位于卧像下方五米处。

## 管理与维护

### 管理机构
1929年6月，孙中山入葬中山陵，葬事筹备委员随即解散，月底成立国民政府直属的总理陵园管理委员会。总理陵园管理委员会下设陵园设计委员会、总务处和警卫处，负责管理守护陵园，继续完成陵墓工程，以及进行陵园内的工程和农林建设。管理委员会制定的《谒陵规则》规定，祭堂每日开放，墓室则仅在每年的1月1日、3月20日、5月5日、6月1日、10月10日和11月12日对外开放。1937年7月中国抗日战争全面爆发，日军11月攻占上海后继续向南京进攻，总理陵园管理委员会随国民政府西迁重庆。1945年8月15日，日本宣布投降，总理陵园管理委员会17日即派员返回南京接收陵园。1946年7月2日，国民政府公布《国父陵园管理委员会组织条例》，改原总理陵园管理委员会为国父陵园管理委员会，1948年轉隸於總統府。1949年中华民国政府迁往台湾后，总统府即不再有国父陵园管理委员会相关编制和预算，但《總統府組織法》的相关法条及《國父陵園管理委員會組織條例》一直未废止。

#### 管理處衛隊投降解放軍
1949年4月，中国人民解放军占领南京。4月24日凌晨，中国人民解放军第三十五军首长指示尖兵部队第105师第315团前卫第二营：“中山陵一定要保护好，不使遭到破坏，你们要想尽办法取得和平解决”，带队的315团副政委刘志诚、石副团长与中山陵园管理处下属的拱卫处代理处长范良上校（1904－1998，孙中山生前卫士，解放前多次见过、交往周恩来）和拱卫大队大队长王全中校谈判，拱卫大队的枪支弹药全部集中封存，早已准备好的枪支弹药清册、拱卫处编制人员清册以及资财档案等全部交给刘志诚副政委接收处理完成正式交接手续，刘志诚副政委接收以后，宣布拱卫处的人员一律留用，原职原薪。拱卫大队官兵继续徒手执勤，协助解放军保护陵园，防止破坏事件的发生，陵园内所存设备要保护好，听候军管会接收；解放军第315团二营四连守护紫金山天文台；五连守护中山陵，对通向南京市区的各条路口派出警戒；六连进驻灵谷寺，向马群和孝陵卫方向派出警戒；二营部驻明孝陵附近的中山植物园。1949年5月，陵园管理委员会由中国人民解放军南京市军事管制委员会接管，8月改称中山陵园管理处，此后相继由中华人民共和国中央人民政府内务部、中共中央华东局、南京市园林处、南京市城建局等管辖。1996年，中山陵园管理处改称中山陵园管理局，直属于南京市人民政府。
1993年，中山陵园管理处以“加强保护”为由，开始对中山陵游客收取门票。2010年11月12日，陵寝重新免费开放，此后一年接待游客超过800万人次。

### 维修保护
南京保卫战期间，教导总队奉命在紫金山布防，当时构筑的工事和堡垒至今仍分布于陵园各地。中山陵警卫大队也参加了保卫陵园的战斗，共有24人战死或被害。战争期间，陵园的花房温室、奉安纪念馆、永慕庐、桂林石屋、永丰社、中山文化教育馆以及陵园新村等建筑全部被毁，中山陵墓也遭到一定损坏，奉安纪念鼎上至今仍留有弹孔。抗战结束后，陵园管理委员迁回南京，制定了恢复陵园的计划，并为此向国内外募捐。由于经费远远不够，恢复计划没有实施，陵管会仅修补了部分受损墙体。
1966年，中华人民共和国成立了“孙中山先生诞辰100周年筹备委员会”，拨款100万元全面维修中山陵。维修工程替换了所有损坏的琉璃瓦，全面翻修了墓道，整修了陵门。但当时正值文化大革命，博爱坊匾额上的“博爱”两字和墓碑上的国民党党徽被红卫兵认为是“四旧”，被迫錾掉，祭堂和墓室屋顶用彩色马赛克镶嵌的中华民国国旗图案也被凿除，改用水泥粉刷。祭堂北墙上的蒋介石手书《总理遗训》、胡汉民手书《总理遗嘱》、谭延闿手书《总理告诫党员演说词》被磨平。文化大革命结束后，1979年奉安50周年时国家文物局拨款整修中山陵，陵园管理处维修了下水道，全面整修了台阶，并处理了渗水的建筑缝隙。1981年6月至9月，为准备辛亥革命70周年纪念活动，中山陵管委会开始着手修复在文革中受到破坏的部份。恢复了“博爱”匾额石刻，修复了祭堂和墓室的国民党党徽与中华民国国旗图案，并对刻字重新贴金。墓碑上的国民党党徽原为阳刻，恢复时只能改为阴刻。1986年孙中山诞辰120周年时，中山陵再次维修，处理了灵堂屋面漏水、围墙开裂等问题，并进行了琉璃瓦的更换、铜椽除锈、陵门铜制门窗修复等工作，1987年完成。2009年，中山陵园对中山陵主体建筑、附属纪念建筑等进行大修，更换了全部蓝色琉璃瓦。2011年6月，中山陵进行短期保养，对祭堂坐像底座上的浮雕进行了修复。
2024年10月21日起至2025年1月20日，中山陵祭堂启动修缮工程，修缮期间，祭堂实施半封闭围挡施工修缮保护。

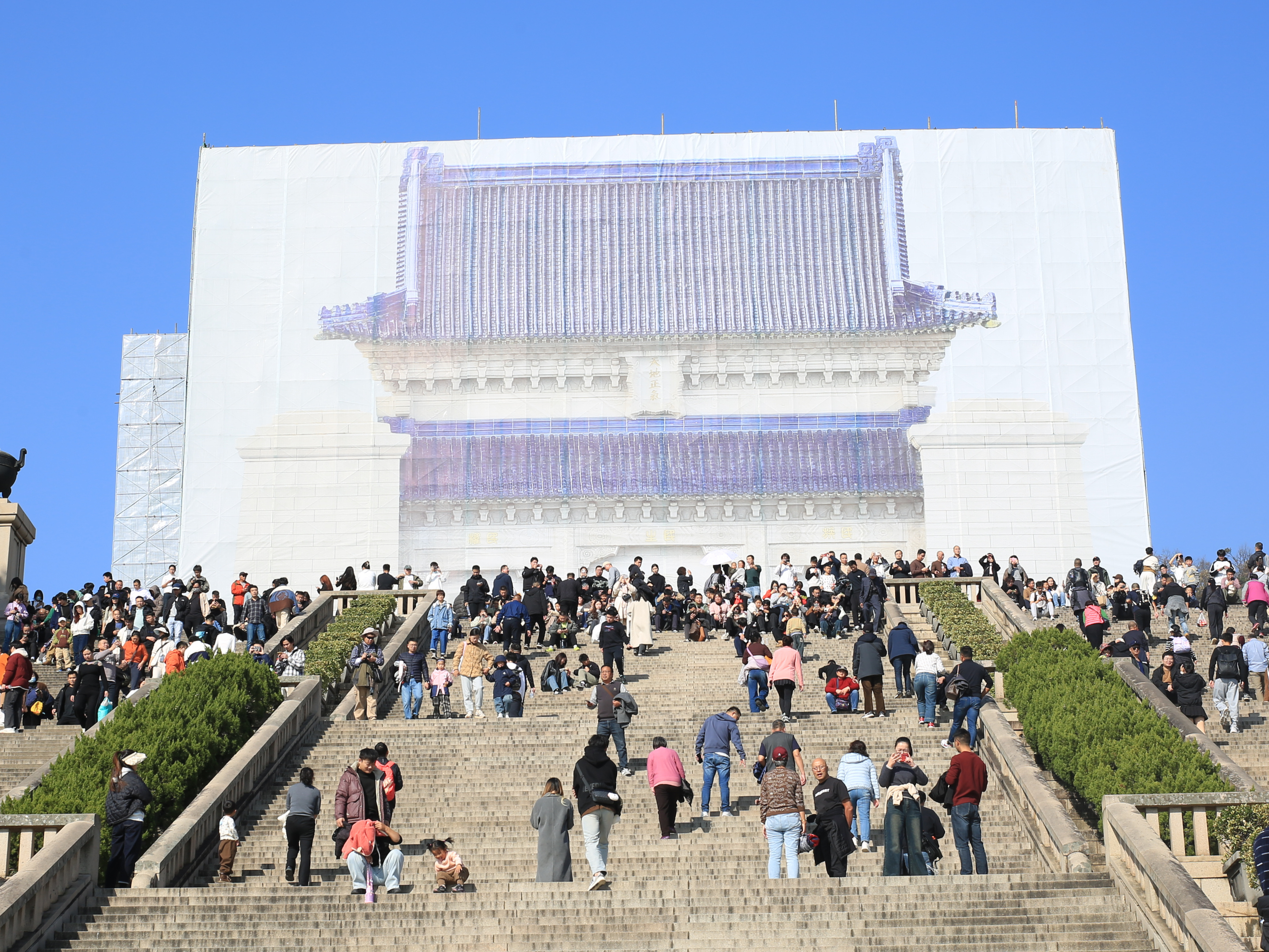
中山陵于2024年整修期间

### 陵园绿化
紫金山全山面积45,872亩，其中约30,000亩可用于造林。历史上的紫金山树木葱茏，但民国初年时已经成为荒山秃岭。陵园自1927年秋到1936年春，共植树成活642万余株，加上原有树木，紫金山在抗日战争前共有树木约1,050万株，初步完成全山的绿化造林。南京保卫战期间，陵园成为战场，南京被日军占领后，紫金山一带又成为日军的演习场，大量植被被毁，陵园林木遭到大规模掠夺和盗采，后山林木几乎全部损失，全山林木仅剩战前的五分之一。抗日战争结束后，陵园由于经费拮据，只能少量补种，无力恢复陵园植被。
中华人民共和国成立后，陵园重新造林。1950年，刘伯承从云南调给陵园2万棵树苗，1950年代陵园又通过中国驻印度大使袁仲贤从印度购得雪松树种并育苗成功，至1965年园林共培育雪松等树苗600多万株。自1953年至1962年，陵园种植马尾松、黑松、枫香、雪松、杉树等树木440万株，并在紫金山东北麓播种麻栎70公顷。1962年至1965年，又在东北坡岩石地种植黑松40万株。至文革前夕全山有林地28,208亩，文化大革命期间森林抚育工作一度中断。现中山陵园绿化覆盖率已达80%。
陵园在主要道路两侧种植行道树，尤其是陵园大道两侧的悬铃木形成著名的绿色隧道景观。自1930年代初开始，陵园在吴王坟大批栽植梅花，后来发展为赏梅胜地梅花山。

## 重要谒陵活动[36][37]
- 1931年6月1日，九世班禅额尔德尼谒陵。
- 1936年9月，尢列自知不久於人世，扶病谒陵。
- 1946年5月5日，中華民國政府在中山陵举行还都典礼。
- 1946年7月8日，蒋中正、周恩来先后谒陵。
- 1946年11月15日，制宪国民大会开幕全体代表谒陵。
- 1948年3月29日，行宪国民大会开幕全体代表谒陵。
- 1948年5月20日，中华民国总统就职典礼，蒋中正、李宗仁谒陵。
- 1949年10月16日，中央人民政府副主席宋庆龄谒陵。
- 1953年2月23日，中共中央主席、中央人民政府主席毛泽东谒陵。
- 1954年10月，贝鲁特、博尔茨、什图拉、布尔加宁、赫鲁晓夫、米高扬、尼赫鲁、英迪拉·甘地先后谒陵。
- 1956年10月9日，上海市市长陈毅陪同印度尼西亚总统苏加诺谒陵。
- 1956年11月12日，中国国家副主席朱德、全国政协副主席李济深率中国人民政治协商会议全国委员会组织的中央谒陵团在中山陵举行孙中山诞辰90周年谒陵仪式。苏联、蒙古、日本、缅甸、朝鲜、英国、加拿大等国代表团先后谒陵。
- 1960年12月21日，国务院总理周恩来、外交部长陈毅陪同柬埔寨西哈努克亲王谒陵。
- 1966年11月12日，孙中山诞辰100周年纪念仪式。
- 1975年4月22日，朝鲜劳动党总书记、朝鲜国家主席金日成率朝鲜党政代表团谒陵，中共中央副主席、国务院副总理邓小平陪同。
- 1980年4月，中共中央主席、国务院总理华国锋谒陵。
- 1983年5月8日，法国总统密特朗谒陵。
- 1985年2月3日，中共中央政治局常委、中顾委主任邓小平谒陵。
- 1986年10月4日，德国统一社会党总书记、东德国务委员会主席昂纳克谒陵。
- 1986年11月12日，孙中山诞辰120周年纪念仪式。
- 1987年7月15日，西德总理科尔谒陵。
- 1989年2月4日，中国国家主席杨尚昆谒陵。
- 2005年4月27日，中國國民黨主席連戰率国民党大陆访问团谒陵。
- 2009年6月1日，中國國民黨主席吳伯雄率大陸訪問團謁陵，纪念奉安80周年。
- 2014年2月12日，中華民國大陸委員會主任委員王郁琦謁陵。
- 2016年10月31日，中國國民黨主席洪秀柱率2016兩岸和平論壇訪問團謁陵。
- 2018年3月22日，新北市市長朱立倫謁陵。
- 2023年3月28日，曾任中華民國總統、中國國民黨主席的馬英九率團謁陵，並題字「和平奮鬥、振興中華」。

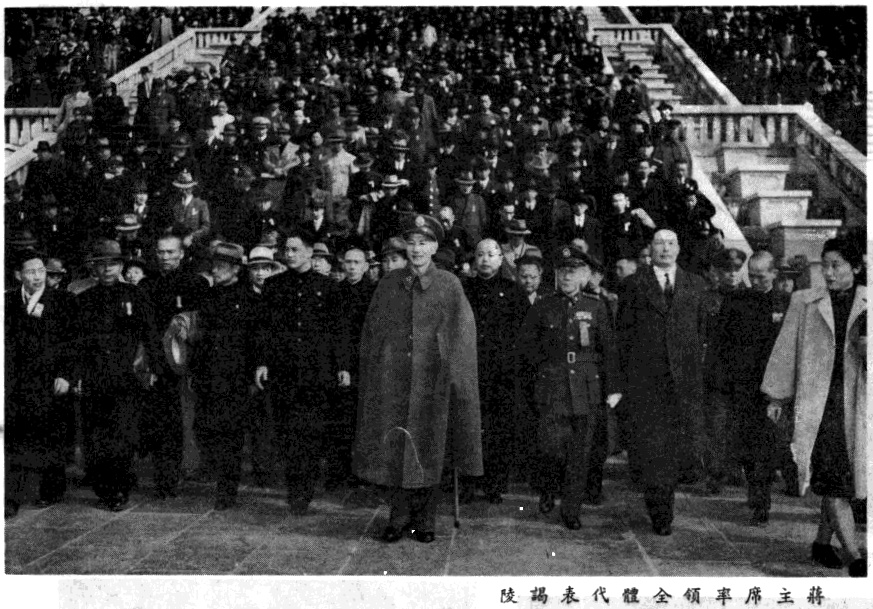
1948年3月29日第一届国民大会第一次会议蒋中正率全体代表謁陵
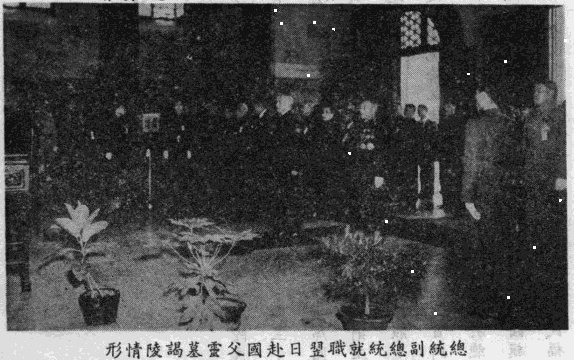
1948年5月20日中華民國首任正副總統蔣中正、李宗仁謁陵
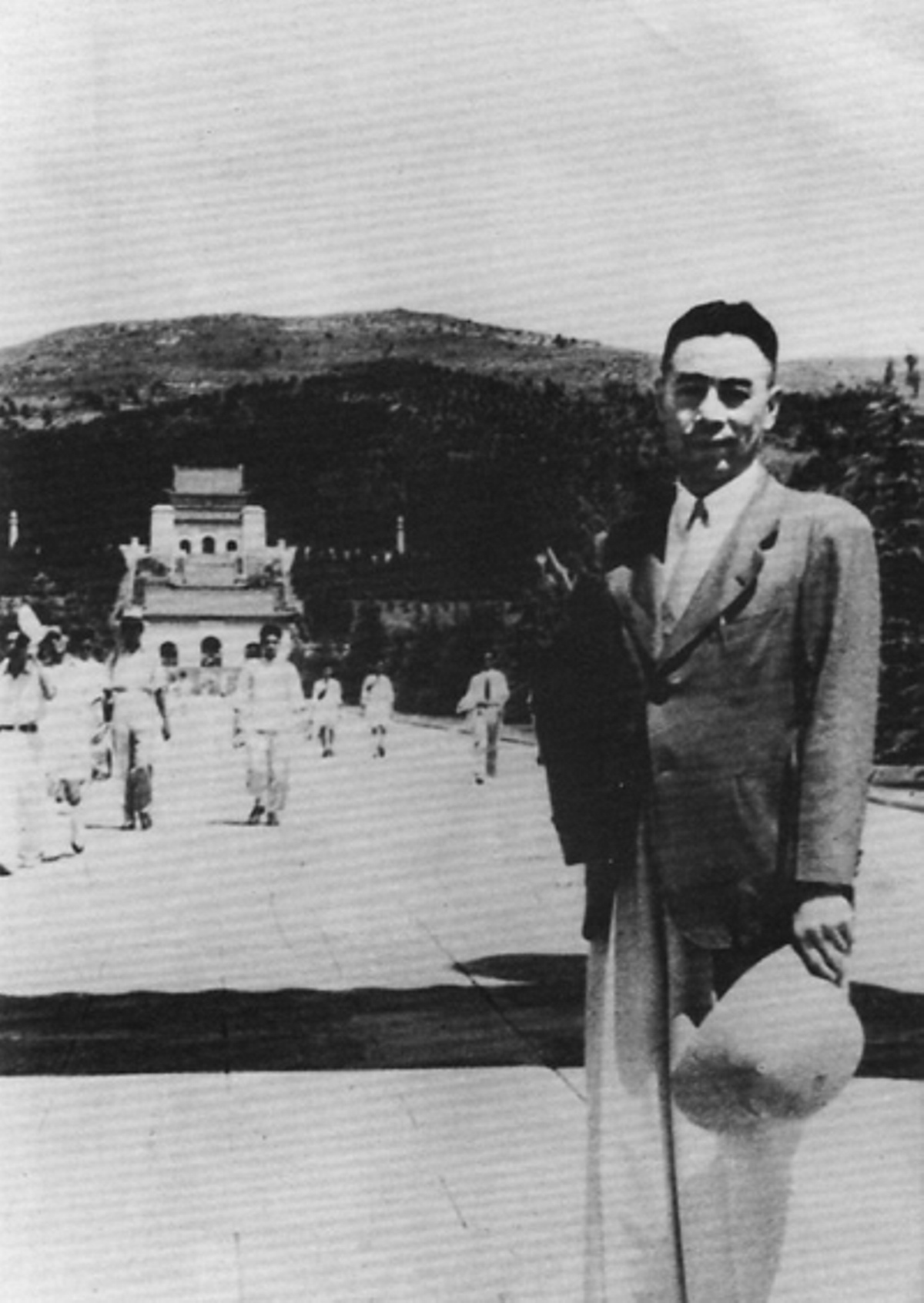
1946年中共中央书记处书记周恩來謁陵
1953年中国共产党主席毛泽东谒陵
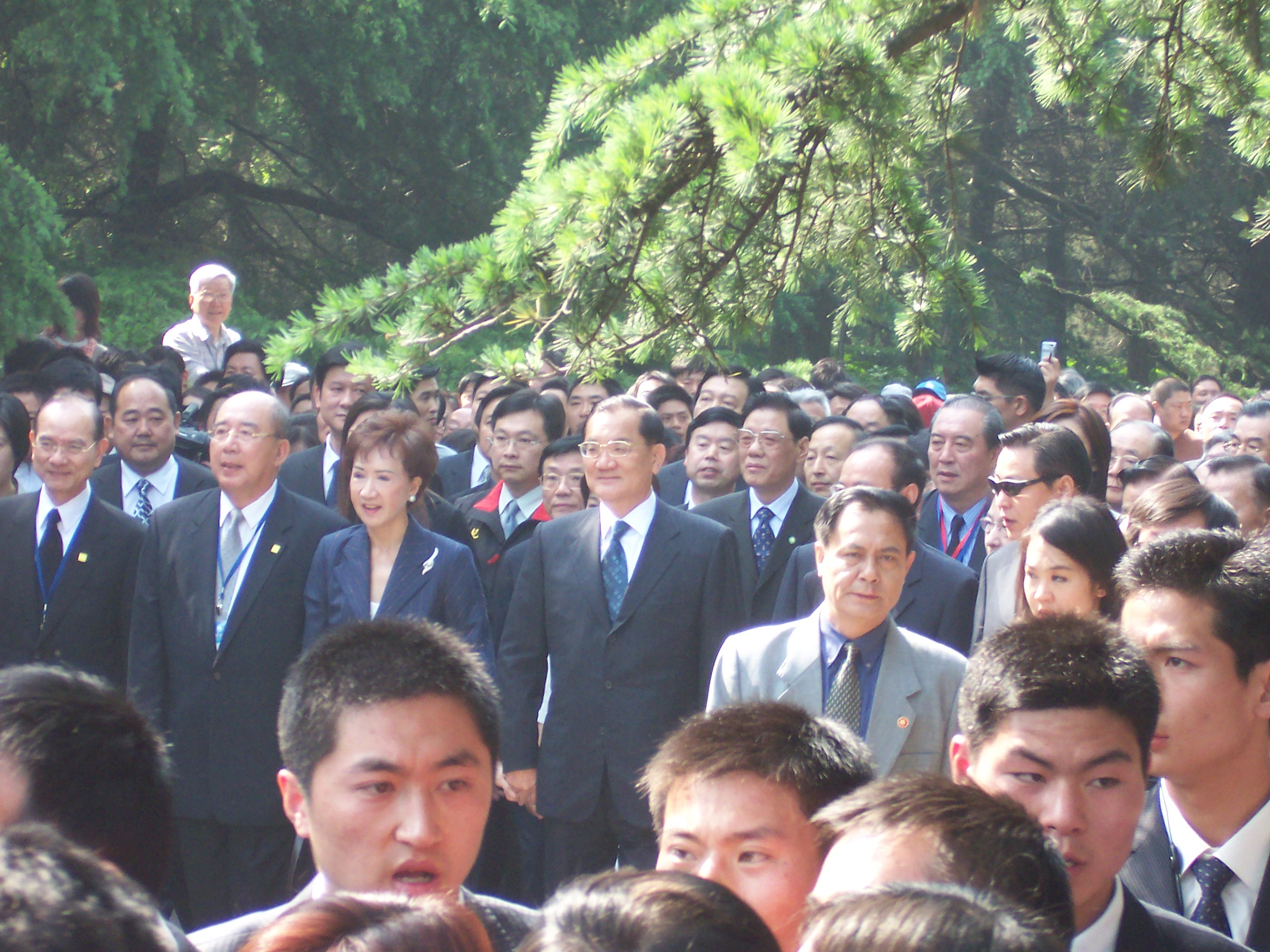
2005年中国国民党主席连战一行谒陵
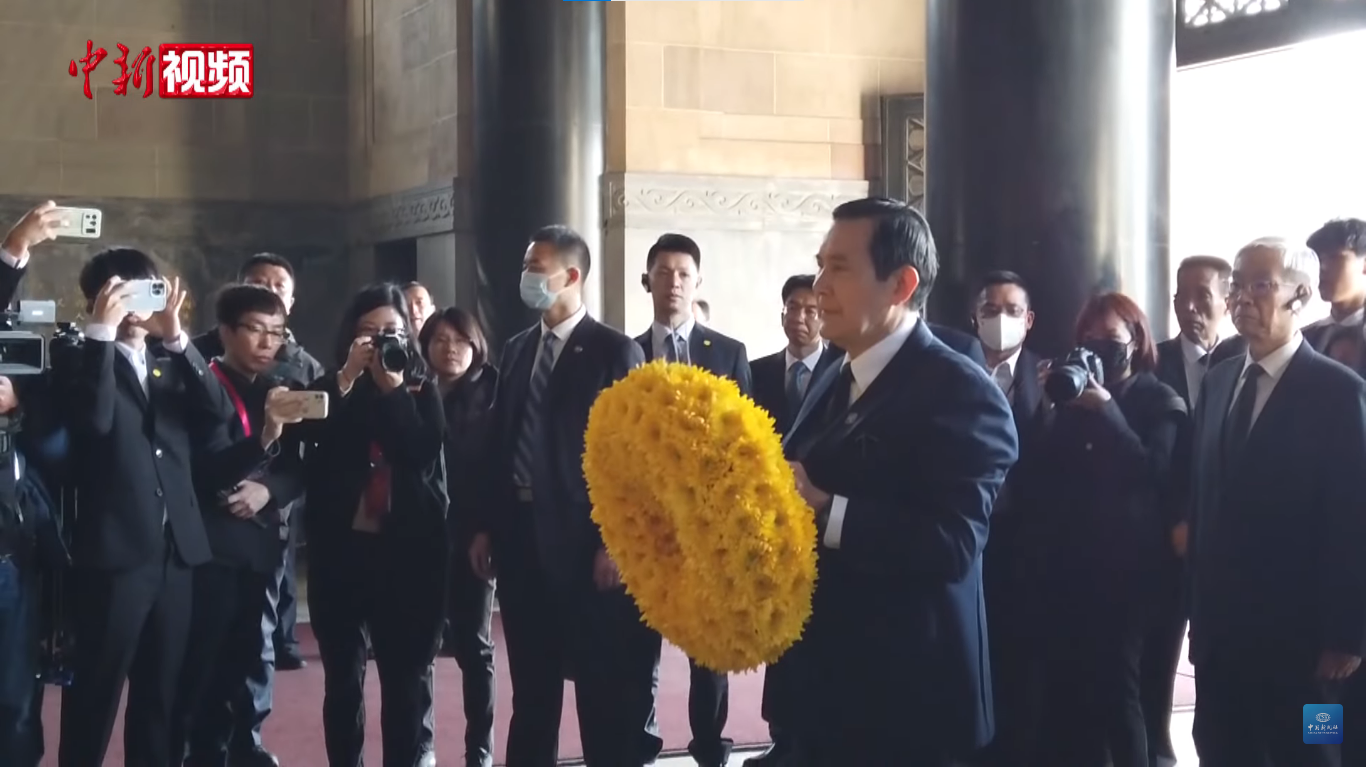
2023年3月28日中華民國前總統馬英九於訪問中國大陸期間謁陵

## 附录
陵墓建设与管理
| - 1925年3月12日，孙中山在北京逝世。 - 1925年4月18日，孙中山先生葬事筹备处在上海成立。 - 1925年4月，宋庆龄等在紫金山考察墓址，葬事筹备委员会确定墓址在中茅山南坡。 - 1925年5月13日，葬事筹备委员会公开征求陵墓设计图案。 - 1925年9月27日，确定选用吕彦直提交的陵墓设计。 - 1926年1月15日，中山陵第一部工程（祭堂、墓室、平台、石阶、围墙及石坡等）开工，上海姚新记营造厂承建。 - 1926年3月12日，葬事筹备处在紫金山举行孙中山陵墓奠基礼。 - 1927年11月，第二部工程（水沟、石阶、护壁等）开工，上海新金记康号营造厂承建。 - 1929年1月14日，奉安委员会成立。 - 1929年春，第一部工程完工。 - 1929年6月1日，孙中山灵柩奉安中山陵。 - 1929年6月30日，葬事筹备委员会撤销。 - 1929年7月1日，总理陵园管理委员会成立。 - 1929年8月，第三部工程（牌坊、陵门、碑亭、围墙、卫士室等）开工，上海陶馥记营造厂承建。 - 1929年9月1日，祭堂正式开放。 | - 1930年11月12日，祭堂孙中山坐像揭幕。 - 1931年底，第二、三部工程完工。 - 1937年11月，总理陵园管理委员会迁往重庆。 - 1938年，南京市政府“督办南京市政公署”设“中山陵园办事处”。 - 1942年，汪精卫政府组织“国父陵园管理委员会”。 - 1945年8月17日，总理陵园管理委员会开始迁回南京。 - 1946年7月2日，总理陵园管理委员会改为国父陵园管理委员会。 - 1949年5月7日，南京军事管制委员会接管陵园。 - 1952年12月，南京园林管理处成立，此前中山陵园直属于中央内务部。 - 1966年5月，文化大革命开始，同年6月原管理中山陵的城建局撤消。 - 1968年4月，成立中山陵园革命委员会。 - 2010年11月12日起，中山陵重新免费开放，每周一封闭维护。 - 2011年9月中旬，墓室暫時关闭。 - 2018年6月起，墓室重新对游客开放。采取预约制度控制游客数量 |

其他
- 1935年12月16日，续范亭在祭堂前剖腹明志，要求抗日。
- 1947年3月10日，中央训练团将官班400多编余将官在祭堂前“哭陵”。
- 1966年8月28日（一说为9月16日[38]），梅屋庄吉赠送的孙中山铜像从新街口广场移至陵园收藏[37]。1968年，孙中山铜像安放在中山陵南端孝经鼎石台上。1985年3月迁到藏经楼前。
- 2013年11月，《中山陵志》出版。[39]